# Świątynie egipskie

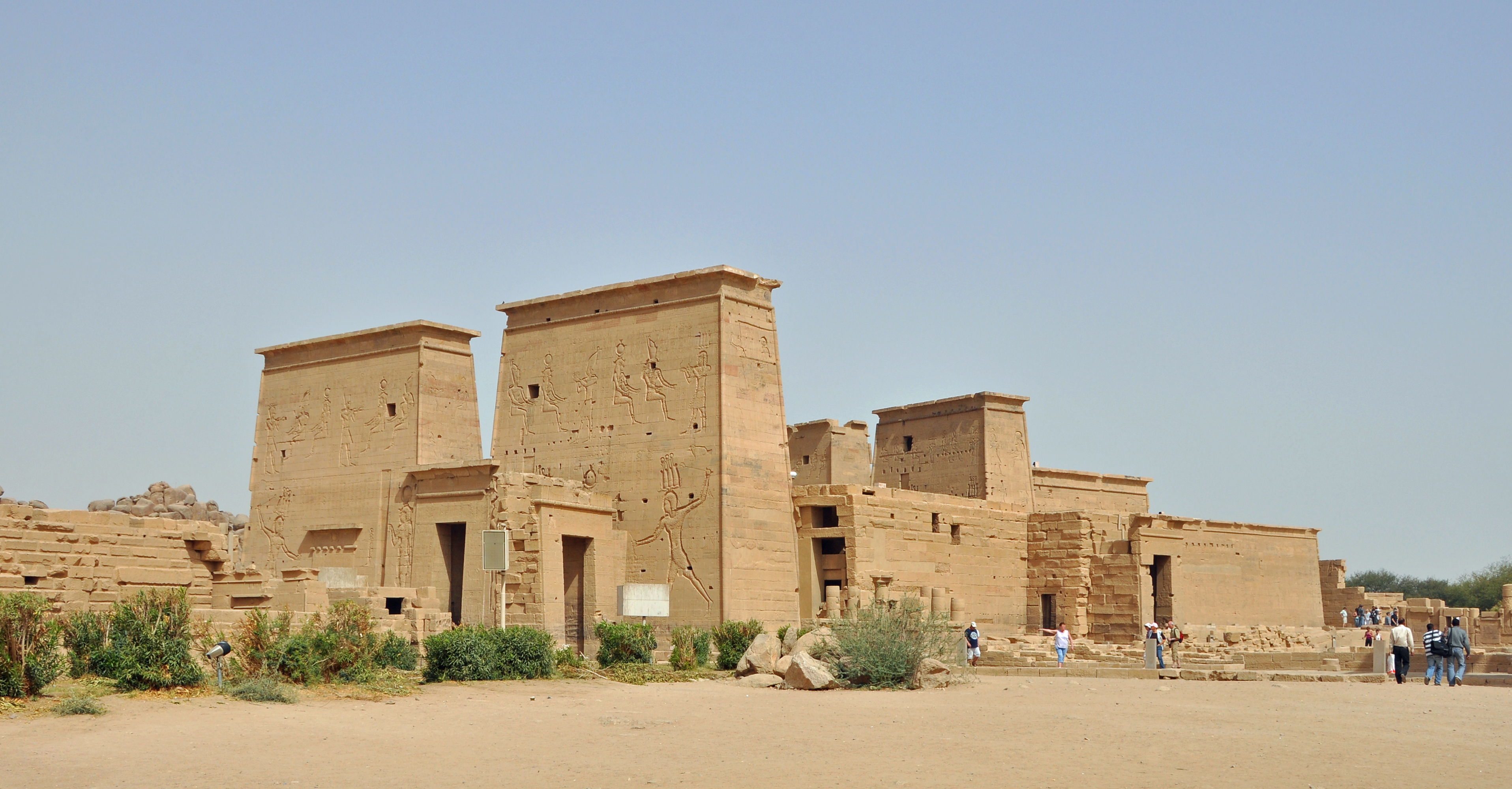
Świątynia Izydy na File z pylonami i zamkniętym dziedzińcem po lewej stronie oraz wewnętrznym budynkiem po prawej. Kompleks wznoszono stopniowo od IV do I wieku p.n.e.

Egipskie świątynie – budowle wznoszone w starożytnym Egipcie oraz na terenach pozostających pod egipską kontrolą na potrzeby państwowego kultu bogów i dla upamiętnienia faraonów. Świątynie postrzegano jako domy dla bóstw lub królów, którym je poświęcano. W ich obrębie Egipcjanie wykonywali różne czynności kultowe wchodzące w skład religii egipskiej: składanie ofiar, odtwarzanie mitologicznych wydarzeń w trakcie świąt i uroczystości oraz odpieranie sił chaosu. Odprawianie tych rytuałów uważano za konieczne, aby bogowie nadal podtrzymywali Maat, boski porządek wszechświata. Utrzymanie świątyń oraz odprawianie rytuałów było obowiązkiem faraonów, którzy w związku z tym przeznaczali ogromne środki na budowę i utrzymanie obiektów sakralnych. Z konieczności faraonowie delegowali większość swoich rytualnych powinności na kapłanów, jednak przeważająca część ludności nie uczestniczyła bezpośrednio w ceremoniach i nie miała wstępu do najświętszych obszarów świątyń. Pomimo tego były one ważnym ośrodkiem religijnym dla członków wszystkich klas egipskiego społeczeństwa, którzy udawali się tam, aby modlić się, składać ofiary i uzyskiwać wskazówki od wyroczni bogów, którzy, jak wierzyli, mieszkali w ich wnętrzach.
Najważniejszą częścią świątyni było sanktuarium, w którym zazwyczaj znajdował się kultowy wizerunek boga, przeważnie przyjmujący postać niewielkiego posążka. Z biegiem czasu pomieszczenia otaczające sanktuarium stawały się coraz większe i bardziej okazałe, a świątynie ewoluowały od małych kapliczek w późnym okresie predynastycznym (koniec IV tysiąclecia p.n.e.) do dużych kamiennych budowli w Nowym Państwie (ok. 1550–1070 p.n.e.) i później. Budynki te należały do największych i najtrwalszych obiektów wznoszonych na terenie starożytnego Egiptu, a ich architektura i układ przestrzenny podporządkowane były złożonej symbolice religijnej. Typowo gmach świątyni składał się z szeregu zamkniętych hal, otwartych dziedzińców i pylonów wejściowych ustawionych wzdłuż trasy używanej podczas uroczystych procesji. Teren całego kompleksu świątynnego zazwyczaj okalał zewnętrzny mur, w obrębie którego oprócz samej świątyni znajdowały się także liczne budynki pomocnicze.
Do dużych świątyń przynależało również spore połacie ziemi i zatrudniały one tysiące świeckich, aby zaspokoić swoje potrzeby. Świątynie pełniły zatem funkcję ośrodków zarówno religijnych, jak i gospodarczych. Kapłani, którzy zarządzali tymi potężnymi instytucjami, posiadali znaczne wpływy i – pomimo formalnego podporządkowania faraonowi – mogli niekiedy skutecznie przeciwstawiać się jego władzy.
Świątynie powstawały w Egipcie pomimo postępującego rozpadu cywilizacji oraz aneksji Egiptu przez Cesarstwo Rzymskie w 30 p.n.e. Wraz z nadejściem chrześcijaństwa tradycyjna religia egipska stanęła w obliczu narastających prześladowań, co spowodowało jej stopniowe wymarcie w okresie od IV do VI wieku naszej ery. Pozostałe po niej budowle rozbierano, zmieniano ich przeznaczenie lub opuszczano, przez stulecia ulegały one stopniowemu zniszczeniu i zapomnieniu. Na początku XIX wieku przez Europę przetoczyła się fala zainteresowania starożytnym Egiptem, co zapoczątkowało nowoczesne badania nad dziedzictwem tej cywilizacji oraz przyciągnęło licznych turystów pragnących ujrzeć jej pozostałości. Dziesiątki świątyń przetrwały w różnym stanie zachowania do dziś, niektóre z nich stały się znanymi na całym świecie atrakcjami turystycznymi posiadającymi istotny wkład w egipską gospodarkę. Egiptolodzy kontynuują badania ocalałych świątyń i pozostałości zniszczonych, gdyż stanowią one bezcenne źródła informacji o społeczeństwie starożytnego Egiptu.

## Funkcje

### Religijne

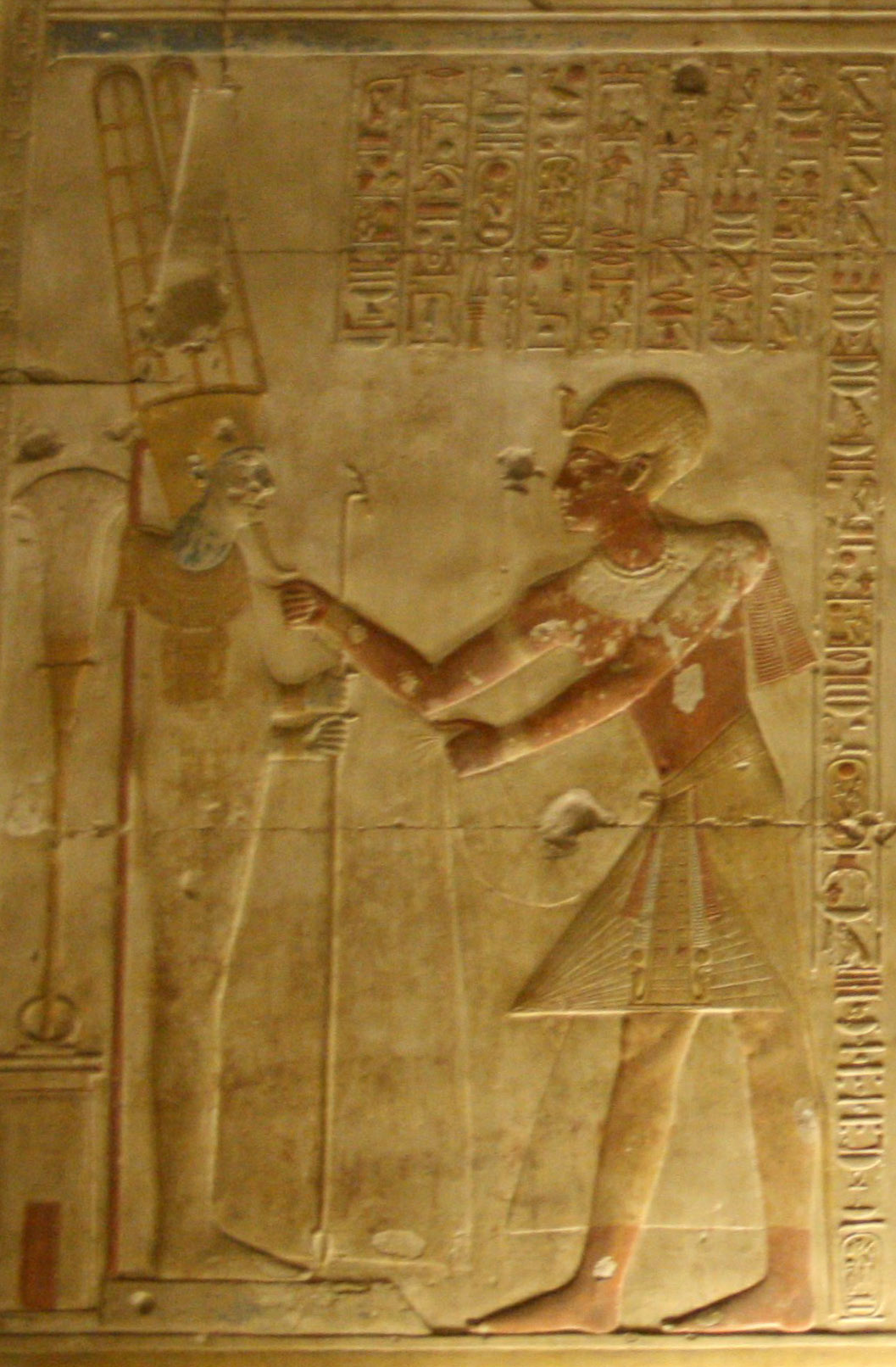
Płaskorzeźba przedstawiająca Setiego I odprawiającego rytuały na cześć boga Amona. Świątynia grobowa Setiego I w Abydos, XIII wiek p.n.e.

W egipskiej religii świątynie pełniły rolę przeznaczonych dla bogów miejsc do zamieszkania na ziemi. Odzwierciedlała to nazwa, którą sami Egipcjanie określali te budynki: ḥwt-nṯr, czyli „pałac (lub dom) boga”. Obecność bogów w świątyniach łączyła świat ludzi z ich domeną i pozwalała ludziom na kontakt z nimi poprzez odpowiednie rytuały. Ponieważ wierzono, że odprawianie tych rytuałów podtrzymywało istnienie bogów i pozwalało im odgrywać właściwą rolę we wszechświecie, świątynie stanowiły kluczowe narzędzie zabezpieczania maat, idealnego porządku natury i ludzkiego społeczeństwa w wierzeniach egipskich. Utrzymywanie maat było nadrzędnym celem całej egipskiej religii i temu właśnie celowi podporządkowane było także funkcjonowanie świątyń.
Faraon, któremu również przypisywano boskie pochodzenie, jako król-kapłan był uważany za przedstawiciela Egiptu wobec bogów i jego najważniejszego obrońcę maat. Odprawianie czynności kultowych było zatem, przynajmniej teoretycznie, jego osobistym obowiązkiem. Nie ma pewności, jak często władcy brali udział w ceremoniach i obrzędach, jednak rozmieszczenie świątyń w całym Egipcie na pewno uniemożliwiało im to w większości przypadków i do powinności tych najczęściej delegowali kapłanów. Faraon był jednak bezpośrednio zobowiązany do utrzymywania, zaopatrywania i rozbudowy systemu świątyń w całym swoim królestwie.
Sprawowanie czynności kultowych w imieniu władcy w dalszym ciągu posiadało status oficjalnego obowiązku państwowego i jako takie zastrzeżone było wyłącznie dla wąskiego kręgu najwyższych kapłanów. Udział ludności spoza tego grona w ceremoniach był w większości przypadków zakazany. Znaczna część świeckiej aktywności religijnej w Egipcie koncentrowała się zatem nie w świątyniach, a w prywatnych lub publicznie dostępnych kapliczkach. Mimo to zwykli Egipcjanie darzyli świątynie dużą czcią jako główne ogniwa spajające sferę ludzką i boską.
Każda świątynia poświęcona była jednemu głównemu bóstwu, w większości z nich oprócz tego oddawano cześć także innym bogom. Nie wszystkie bóstwa miały własne świątynie. Wiele demonów i bożków domowych objętych było jedynie prywatnym kultem lub miało znaczenie wyłącznie magiczne i co do zasady ceremonie świątynne nie dotyczyły ich w ogóle lub dotyczyły tylko w bardzo niewielkim stopniu. Istnieli też bogowie, którzy co prawda odgrywali znaczącą rolę w egipskiej mitologii, lecz z niejasnych powodów nie posiadali własnych świątyń. Kult wielu spośród bogów, którzy posiadali swoje sanktuaria, skupiał się jedynie w niektórych obszarach kraju, istniały jednak także kulty, które, choć pozostawały mocno związane z konkretnymi miejscami, praktykowano w całym państwie. Nawet najważniejsze bóstwa czczone w całym kraju silnie kojarzono z miastami, w których znajdowały się ich główne świątynie. W egipskich mitach o stworzeniu świata pierwsza świątynia powstała jako schronienie dla boga (jego dokładna tożsamość różniła się w zależności od miasta), które stanęło na kopcu ziemi, od którego rozpoczął się proces wyłaniania lądu z wód chaosu. Każdą świątynię w Egipcie utożsamiano z tą pierwotną świątynią oraz miejscem, w którym rozpoczęło się powstawanie świata. Jako pierwotne miejsce zamieszkania boga oraz mityczne miejsce założenia miasta świątynię postrzegano jako centrum regionu, z którego lokalny bóg sprawował swoją władzę.
Faraonowie wznosili także świątynie, w których po ich śmierci składano ofiary, aby podtrzymywać ich dusze w zaświatach. Często świątynie te lokowano w pobliżu miejsca ich spoczynku lub wręcz stanowiły one integralny element kompleksu grobowego. Świątynie te tradycyjnie nazywane są „świątyniami grobowymi” i uważa się je zasadniczo za odmienne od świątyń poświęconych bogom. W ostatnich latach niektórzy egiptolodzy, tacy jak Gerhard Haeny, wysunęli twierdzenia, że podział ten jest sztuczny. Egipcjanie nie określali świątyń grobowych żadną odrębną nazwą, symbolika śmierci występowała we wszystkich świątyniach egipskich, a rytuały odprawiane na cześć zmarłych wykazywały podobieństwo do rytuałów dla bogów. W świątyniach grobowych również oddawano cześć bogom, a egiptolog Stephen Quirke stwierdził, że „we wszystkich okresach historii Egiptu państwowy kult obejmował bogów, lecz zarazem… kult bogów dotyczył także króla”. Mimo to niektóre świątynie z całą pewnością wykorzystywano do upamiętniania zmarłych faraonów i składania ofiar ich duszom. Ich funkcje nie są do końca jasne, być może miały one zjednoczyć króla z bogami i nadać mu zbliżony do nich status, wynosząc go ponad stan zwykłej władzy królewskiej. Niezależnie od przyjętej interpretacji trudności w jednoznacznym odróżnieniu świątyń poświęconych bogom od świątyń grobowych odzwierciedlają ścisłe przeplatanie się boskości i władzy królewskiej w wierzeniach egipskich.

### Gospodarcze i administracyjne
Świątynie stanowiły kluczowe ośrodki aktywności gospodarczej starożytnego Egiptu. Największe z nich wymagały do swojego funkcjonowania ogromnych zasobów i zatrudniały dziesiątki tysięcy kapłanów, rzemieślników i robotników. Ekonomia świątyni przypominała sposób, w jaki funkcjonowała duża świecka posiadłość ziemska, z personelem oddanym służbie bogu na takiej samej zasadzie, jak mógłby on służyć właścicielowi posiadłości. Podobieństwo to znajduje odzwierciedlenie w egipskim określeniu ziem przynależących do świątyni oraz ich administracji, pr, co oznacza „dom” lub „posiadłość”.
Niektóre zasoby świątyni pochodziły bezpośrednio z darowizn króla. W okresie Nowego Państwa, gdy Egipt był u szczytu potęgi, darowizny te często pochodziły z jego łupów wojennych lub z danin składanych Egiptowi przez podległe mu państwa. Król mógł również pobierać różne podatki, które trafiały bezpośrednio do świątynnych skarbców. Część dochodów świątyni pochodziła od osób prywatnych, które oferowały im ziemię, niewolników lub inne dobra w zamian za składanie ofiar i odprawianie rytuałów mających podtrzymać ich dusze w życiu pozagrobowym.

Wklęsłorzeźba przedstawiająca personifikacje prowincji Egiptu składające ofiary bogom. Świątynia grobowa Ramzesa II w Abydos. XIII wiek p.n.e.

Znaczna część przychodów świątyni pochodziła jednak z jej własnych zasobów. Obejmowały one duże połacie ziemi położonej poza jej murami, czasami w zupełnie innym regionie kraju niż sama świątynia. Najważniejszym rodzajem dóbr świątynnych była ziemia uprawna rodząca zboże i owoce, pozwalająca na produkcję wina oraz utrzymująca stada bydła. Świątynia zarządzała tymi ziemiami bezpośrednio, dzierżawiła je rolnikom w zamian za część pozyskanych z nich płodów rolnych lub zarządzała nimi wspólnie z administracją królewską. Świątynie organizowały również ekspedycje na pustynię, aby zebrać zasoby takie jak sól, miód lub dziczyzna oraz wydobyć cenne minerały. Niektóre świątynie posiadały nawet własne floty statków, z których wykorzystaniem prowadziły handel w całym kraju, a nawet poza jego granicami. Jak pisał Richard H. Wilkinson, ekosystem świątyni „często stanowił miniaturę całego egipskiego społeczeństwa”. Jako główny ośrodek gospodarczy i miejsce pracy znacznej części lokalnej ludności świątynia stanowiła kluczowy element miasta, w którym się znajdowała. Wzniesienie świątyni na niezamieszkanym dotychczas terenie powodowało, że wokół niej powstawało także zorientowane na zaspakajanie jej potrzeb nowe osiedle ludzkie.
Cała ta potęga ekonomiczna pozostawała pod zwierzchnictwem faraona, a przychody świątyni i jej majątek często były opodatkowane. Ich personel, nawet kapłani, podlegał państwowemu systemowi przymusowych robót publicznych, który werbował siłę roboczą do królewskich projektów. Świątynie mogły być zobligowane do zapewnienia zasobów na określone cele. Ekspedycja handlowa dowodzona przez Harchufa w czasach VI dynastii (ok. 2255-2246 p.n.e.) mogła czerpać potrzebne jej zasoby z dowolnej świątyni, a świątynie grobowe Tebańskiej Nekropolii w czasach Nowego Państwa nadzorowały zaopatrzenie królewskich budowniczych grobowców w Deir el-Medina. Faraonowie mogli również zwalniać świątynię lub część jej personelu z podatków i służby wojskowej.
Administracja królewska miała także prawo nakazać jednej świątyni skierować jej zasoby do innej świątyni, której wpływy pragnęła rozszerzyć. W ten sposób król mógł zwiększyć dochody świątyń boga, którego szczególnie sobie upodobał. Świątynie grobowe niedawno zmarłych władców miały tendencję do odbierania zasobów tym zbudowanym na cześć dawno zmarłych faraonów. Najbardziej drastycznym sposobem kontrolowania posiadłości świątynnych była ich zupełna reorganizacja na poziomie całego kraju, potencjalnie skutkująca nawet zamknięciem niektórych z nich. Tego rodzaju zmiany mogły znacząco przeobrażać krajobraz gospodarczy Egiptu, świątynie stanowiły zatem ważny instrument, za pomocą którego król władał swymi poddanymi i ich majątkami. Administracje wielkich świątyń sprawujące bezpośredni nadzór nad rozległymi sferami swoich ekonomicznych wpływów dysponowały dużą władzą, która być może pozwalała im na sprzeciwianie się rządom słabego faraona. Nie jest jednak do końca jasne, na jak dużą niezależność mogły sobie pozwolić w praktyce.
Gdy Egipt stał się prowincją rzymską, jednym z pierwszych posunięć nowych władców było przeprowadzenie reform praw własności do ziemi i podatków. Egipskie świątynie jako ważni posiadacze ziemscy miały do wyboru płacenie władzom cesarskim czynszu za posiadane tereny lub zrzeczenie się ich w zamian za stałe dotacje państwowe. Jednak pod panowaniem rzymskim świątynie i kapłani nadal korzystali z przywilejów, przykładowo zwolnień z podatków i służby państwowej. Z formalnego punktu widzenia najwyższe władze świątynne weszły w skład rzymskiego aparatu władzy i pobierały podatki lub sądziły kapłanów oskarżanych o łamanie świętych praw.

## Ewolucja

### Początki
Najwcześniejsze znane świątynie znane są z prehistorycznego Egiptu z końca czwartego tysiąclecia p.n.e. z takich miejsc jak: Saïs i Buto w Dolnym Egipcie oraz Nechen i Koptos w Górnym Egipcie. Wznoszone były na ogół z niezbyt wytrzymałych materiałów: drewna, maty trzcinowej i cegły mułowej. Pomimo swej fizycznej nietrwałości budynki te na stałe zapisały się w kulturze starożytnego Egiptu, gdyż w celu podkreślenia wiecznej i niezmiennej natury bogów oraz ich siedzib egipska architektura i sztuka nieustannie wykorzystywały lub adaptowały ich charakterystyczne elementy.
W okresie wczesnodynastycznym (ok. 3100–2686 p.n.e.) pierwsi faraonowie wznosili swoje kompleksy grobowe w stanowiącym wówczas istotny ośrodek religijny Abydos, wszystkie powstały według jednakowego wzorca, z otaczającym je prostokątnym murem z cegły mułowej. W następujących po nim czasach Starego Państwa (ok. 2686-2181 p.n.e.) królewskie grobowce znacznie powiększyły swe rozmiary, natomiast większość świątyń poświęconych bogom pozostała stosunkowo niewielka. Sugeruje to, że państwowa religia w tym okresie kładła większy nacisk na kult króla, niż na bezpośrednie oddawanie czci bogom. Kulty bóstw blisko związanych z monarchą, takich jak boga słońca Ra, otrzymywały od dworu królewskiego więcej zasobów niż kulty innych bogów. Świątynia Ra w Heliopolis stanowiła wówczas jeden z najważniejszych ośrodków religijnych kraju, a kilku faraonów Starego Państwa wzniosło na jego cześć wielkie świątynie słońca w pobliżu swoich piramid. Gigantyczne grobowce władców nie wpłynęły jednak w tym okresie na kształt małych lokalnych świątyń, które zachowały różnorodność lokalnych stylów architektonicznych jeszcze z czasów predynastycznych.

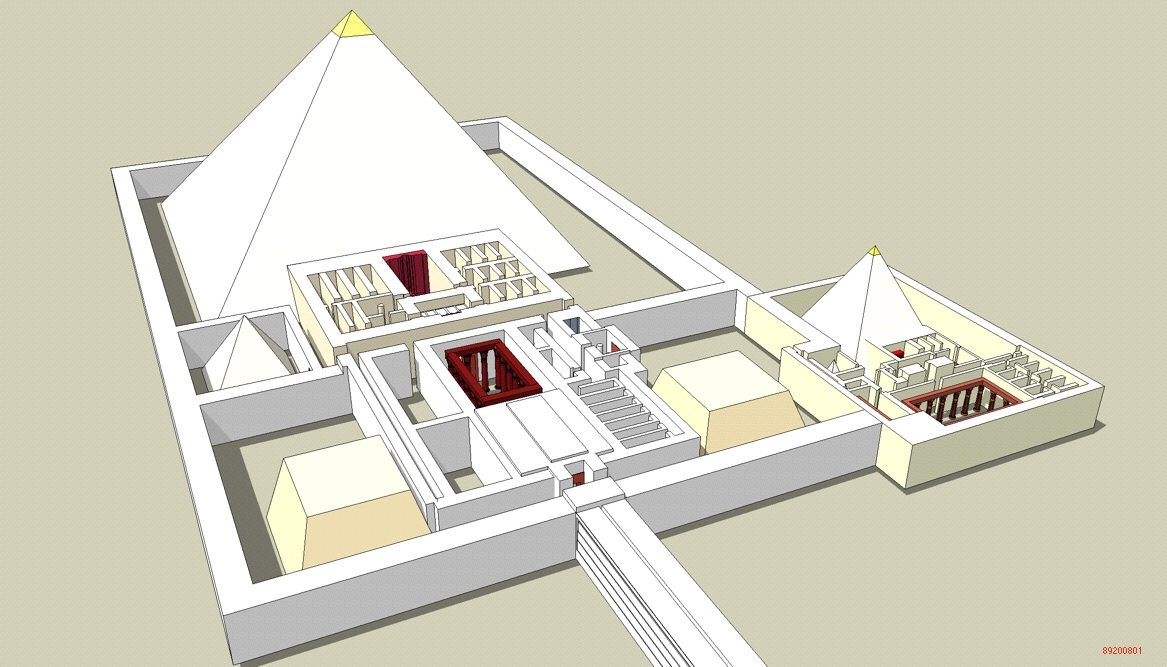
Rekonstrukcja kompleksu grobowego Dżedkare Isesi, faraona z okresu Starego Państwa. U dołu widoczny początek trasy procesyjnej prowadzącej do świątyni w dolinie Nilu. XXIV wiek p.n.e.

Wzrost rozmiarów pomników grobowych rozpoczął się za panowania Dżesera, w skład wzniesionego dla niego w całości z kamienia kompleksu grobowego weszła po raz pierwszy piramida, pod którą został pochowany: schodkowa Piramida Dżesera. Od tej pory przez cały okres Starego Państwa miejsce spoczynku władcy łączono ze świątynią, tworząc rozbudowane założenia grobowe, których centralny element stanowiła kamienna piramida. Jako że miasta wspierały świątynie przez cały okres historii Egiptu, w pobliżu każdego takiego monumentu wyrastało osiedle zaspakajające jego potrzeby. Kolejne zmiany w układzie przestrzennym królewskich nekropolii przyniosło panowanie Snofru, który, począwszy od swojej pierwszej piramidy w Meidum, wznosił je symetrycznie wzdłuż osi wschód-zachód, z parą połączonych aleją procesyjną świątyń: jedną nad brzegiem Nilu, drugą zaś u podnóża piramidy. Bezpośredni następcy Snofru poszli za jego przykładem, jednak już od schyłkowego okresu Starego Państwa kompleksy piramid zawierały mieszankę elementów pochodzących zarówno z planu osiowego Snofru, jak i z prostokątnego układu Dżesera. Aby zaopatrywać te olbrzymie zespoły budowli sakralnych, królowie zakładali nowe miasta i gospodarstwa rolne na dotychczas niezagospodarowanych terenach w całym Egipcie. Przepływ dóbr z tych ziem do instytucji władzy oraz podległych jej świątyń przyczynił się istotnie do zjednoczenia kraju.
Faraonowie z czasów Średniego Państwa (ok. 2055-1650 p.n.e.) kontynuowali wznoszenie piramid i związanych z nimi kompleksów. Nieliczne pozostałości świątyń Średniego Państwa, takie jak te w Medinet Madi, pokazują, że w tym czasie układy przestrzenne przybytków poświęconych bogom stały się bardziej symetryczne, a do ich budowy wykorzystywano coraz więcej kamienia. W konstrukcji gmachów sakralnych Średniego Państwa często pojawiał się też charakterystyczny układ z położonym za salą kolumnową sanktuarium, niekiedy dodatkowo pomieszczenia te poprzedzały również otwarte dziedzińce. Przypominało to w dużym stopniu standardowy plan świątyń, według którego wznoszono je w późniejszych czasach.

### Nowe Państwo

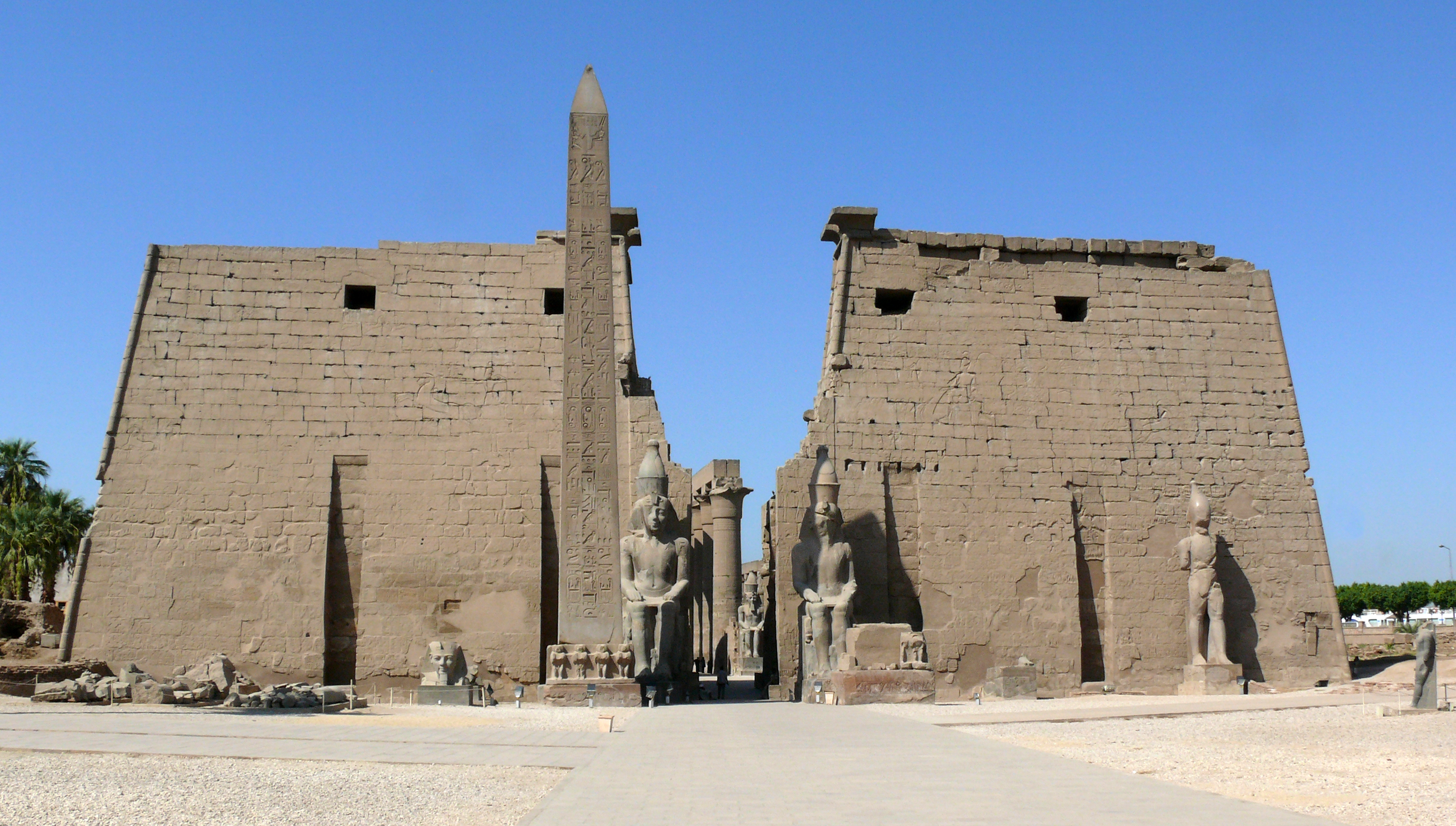
Pylon wejściowy Świątyni Luksorskiej, jednej z głównych świątyń Nowego Państwa. XIV-XIII w. p.n.e.

Wzrost potęgi i bogactwa Egiptu za czasów Nowego Państwa (ok. 1550–1070 p.n.e.) znalazł również odzwierciedlenie w zasobach przeznaczanych na świątynie, co sprawiło, że stały się one jeszcze większe i bardziej wyszukane. Najwyższe urzędy w hierarchii kapłańskiej, obsadzane do tej pory rotacyjnie, przekształciły się w dożywotnie posady, a zajmujący je kapłani kontrolowali dużą część bogactwa Egiptu. Anthony Spalinger sugeruje, że wraz z rozszerzaniem się wpływów świątyń zyskujące coraz większe znaczenie święta świątynne wchłaniały wydarzenia religijne obchodzone dotychczas całkowicie publicznie. Najwyższą pozycję wśród bogów zajmował wówczas Amon, którego główny ośrodek kultu, przybytek Amona-Re w Karnaku w Tebach, stał się w końcu największą ze wszystkich świątyń całego Egiptu, a sprawujący nad nim pieczę arcykapłani mogli posiadać znaczne wpływy polityczne.
Wiele świątyń powstawało w tym okresie w całości z kamienia, a ich ogólny układ przestrzenny przybrał stałą formę, z sanktuarium, salami, dziedzińcami i pylonami rozmieszczonymi wzdłuż traktu używanego do uroczystych procesji. Faraonowie Nowego Państwa przestali także używać piramid w charakterze pomników grobowych i zamiast tego lokowali miejsca swojego spoczynku w dużym oddaleniu od świątyń grobowych. Istotnie wpłynęło to na ich architekturę – ponieważ nie było już potrzeby dostosowywania się do otoczenia piramidy, budowano je według standardowego wzorca charakterystycznego dla świątyń poświęconych bogom.
W środkowym okresie Nowego Państwa faraon Echnaton wywyższył boga Atona ponad wszystkich innych i podczas swojego panowania zniósł oficjalny kult większości pozostałych bogów. Wstrzymano utrzymywanie dotychczasowych świątyń i rozpoczęto budowę nowych, poświęconych Atonowi, różniących się diametralnie od tradycyjnych pod względem projektu i konstrukcji. Skutki rewolucji zainicjowanej przez Echnatona całkowicie odwrócono wkrótce po jego śmierci – zlikwidowane przez władcę kulty przywrócono, a wzniesione z jego inicjatywy świątynie Atona rozebrano. Kolejni królowie przeznaczali na świątynie coraz więcej środków. Kulminacyjny okres aktywności budowlanej przypadł na rządy Ramzesa II, najbardziej energicznego pod tym względem władcy w historii Egiptu. Wraz ze wzrostem bogactwa kapłanów zwiększały się także ich wpływy religijne: coraz popularniejszą metodą podejmowania decyzji stawało się uzyskiwanie rady od kontrolowanych przez nich wyroczni świątynnych. Władza faraonów ostatecznie osłabła na tyle, że w XI wieku p.n.e. dowódca wojskowy Herhor, który objął urząd arcykapłana Amona, został de facto władcą Górnego Egiptu, co rozpoczęło okres politycznego podziału państwa znany jako Trzeci Okres Przejściowy (ok. 1070–664 p.n.e.).
Wraz z upadkiem Nowego Państwa bezpowrotnie zarzucono budowę dedykowanych świątyń grobowych. Tradycyjny związek świątyń z grobowcami nie zanikł jednak zupełnie, gdyż niektórych władców Trzeciego Okresu Przejściowego, przykładowo tych władających w Tanis, pochowano w obrębie świątyń poświęconych bogom.

### Późniejszy rozwój
W Trzecim Okresie Przejściowym i następującym po nim Okresie Późnym (664-323 p.n.e.) osłabione państwo egipskie uległo szeregowi inwazji z zewnątrz i jedynie sporadycznie cieszyło się krótkimi okresami niepodległości. Wielu z obcych władców finansowało i rozbudowywało świątynie, aby wzmocnić swoje roszczenia do władzy na krajem. Jedna z takich grup, faraonowie kuszyccy z VIII i VII wieku p.n.e., zaadaptowała architekturę egipskich świątyń do użytku w swojej ojczystej Nubii, co zapoczątkowało długą tradycję wznoszenia nubijskich świątyń w stylu egipskim. W tych burzliwych czasach znaczenie poszczególnych świątyń i kultów zmieniło się diametralnie, a kapłani Amona utracili swoje rozległe wpływy i niezależność, jednak pozycja kapłaństwa jako klasy społecznej nie została naruszona.

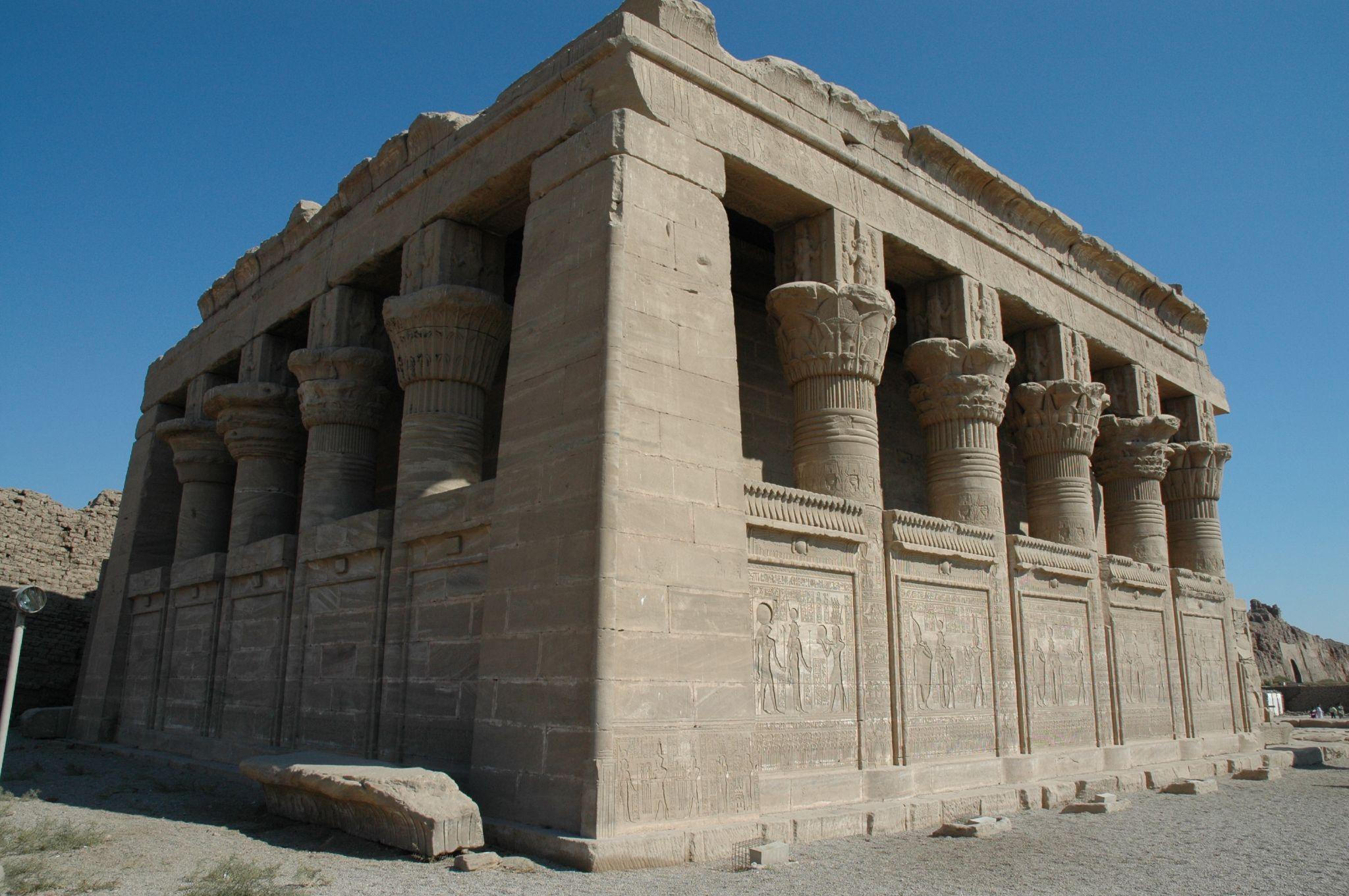
Mammisi z czasów rzymskich w kompleksie świątynnym Dendera. I do II wieku n.e.

Pomimo politycznych zawirowań styl egipskich świątyń w dalszym ciągu ewoluował, nie ulegając zbyt wielu obcym wpływom. W porównaniu z poprzednimi wiekami, gdy większość z nich wznoszono dla bogów płci męskiej, wzrosła popularność bogiń i bóstw przedstawianych pod postacią dzieci. Aktywność świątyń skoncentrowała się na bardziej powszechnych i przyziemnych formach aktywności religijnej: wyroczniach, kultach zwierząt i modlitwie. Wciąż rozwijano nowe formy architektoniczne, takie jak choćby zadaszone pawilony sytuowane przed bramami, bardziej okazałe formy kolumn oraz mammisi, budynki ku czci mitycznych narodzin dziecka bóstwa świątynnego. Chociaż główne cechy charakterystyczne architektury późnych egipskich świątyń rozwinęły się u schyłku ostatniego okresu rodzimych rządów, większość zachowanych do dziś budowli pochodzi z czasów rządów Ptolemeuszy, władców pochodzenia greckiego, którzy rządzili jako faraonowie przez prawie 300 lat.
Po podbiciu i aneksji królestwa Ptolemeuszy przez Rzymian w 30 p.n.e. cesarze rzymscy przejęli rolę władców kraju i patronów świątyń. Dużą część z nich nadal wznoszono w stylu egipskim. Inne, w tym niektóre poświęcone egipskim bogom — takie jak świątynia Izydy w Ras el-Soda — powstały w stylu nawiązującym do architektury rzymskiej.
Wznoszenie nowych świątyń kontynuowano do III wieku n.e., kiedy to imperium Rzymskie dotknął kryzys. Wstrzymano wtedy państwowe finansowanie kultów świątynnych, co zaowocowało praktycznie całkowitym zatrzymaniem powstawania nowych obiektów i tworzenia dekoracji. W niektórych miejscach dalej prowadzono działalność kultową, jednak utrzymywała się ona teraz w coraz większym stopniu dzięki wsparciu finansowemu i pracy ochotników z miejscowych społeczności. W następnych stuleciach chrześcijańscy cesarze rzymscy wydawali dekrety coraz bardziej nieprzychylne pogańskim kultom i świątyniom. Niektórzy chrześcijanie atakowali i niszczyli świątynie, na przykład w 391 lub 392 n.e. splądrowano w Aleksandrii szereg świątyń, w tym Serapejon. W rezultacie łącznego oddziaływania tych dwóch czynników, czyli ekspansji chrześcijaństwa oraz utraty finansowania, tradycyjna religia egipska coraz bardziej traciła na znaczeniu. Ostatnie z kultów świątynnych przestały funkcjonować pomiędzy IV a VI wiekiem n.e., chociaż miejscowi mogli jeszcze praktykować dawne zwyczaje w niektórych miejscach na długo po tym, jak ustały tam regularne ceremonie.

## Budowa

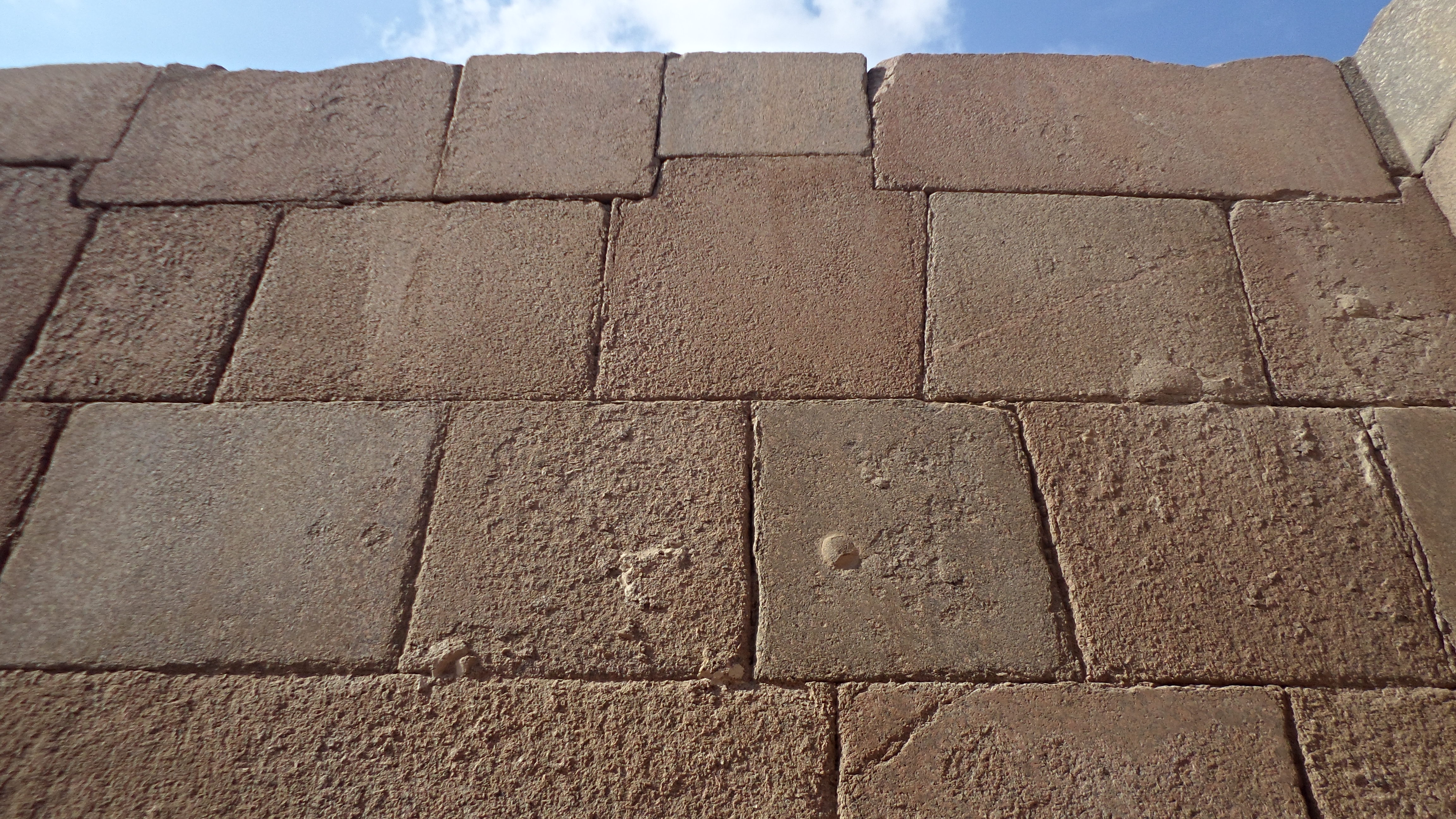
Kamienna konstrukcja ściany Dolnej Świątyni Grobowej Chefrena. XXVI wiek p.n.e.

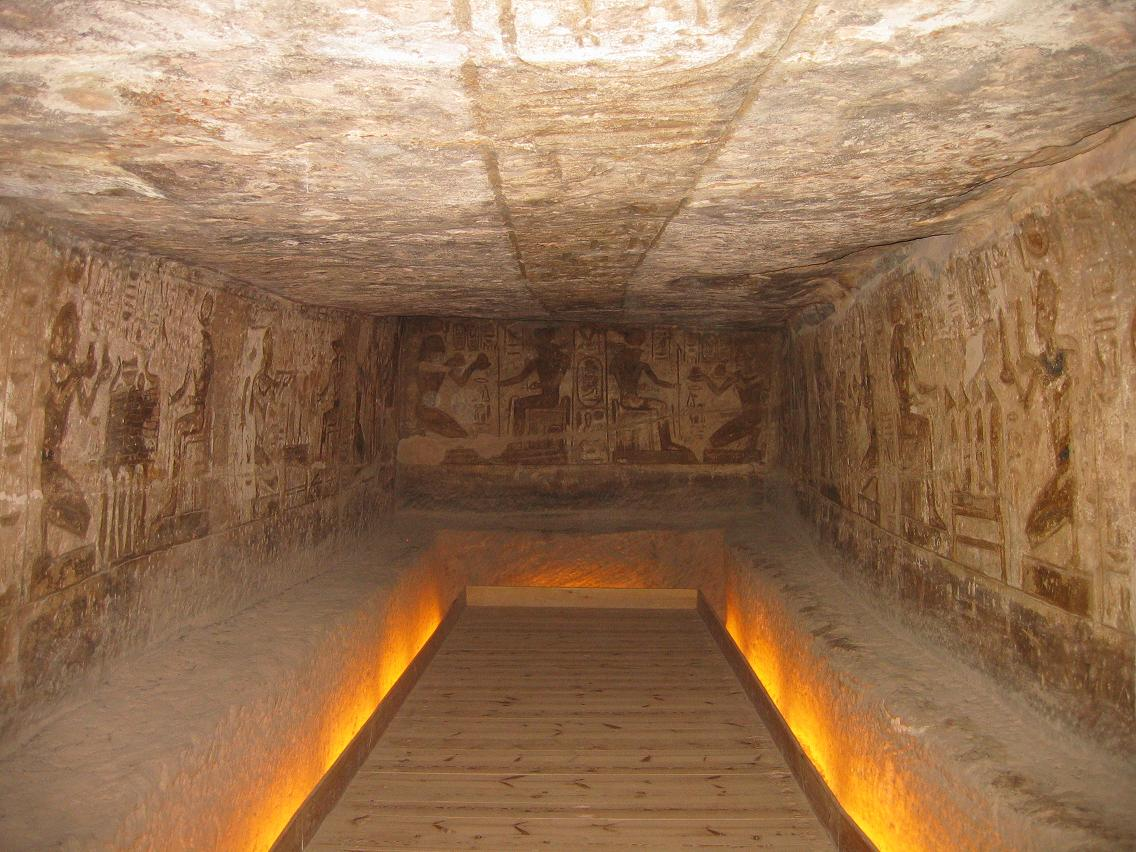
Wykuta w skale komnata w Wielkiej Świątyni Abu Simbel. XIII wiek p.n.e.

Starożytni Egipcjanie wznosili świątynie w całym Górnym i Dolnym Egipcie, a także w kontrolowanych przez siebie oazach na Pustyni Libijskiej aż do Siwa na zachodzie oraz w placówkach na Półwyspie Synaj, takich jak Timna. Faraonowie budowali także świątynie w Nubii w okresach, w których Egipt władał tą krainą, sięgając swymi wpływami aż do Jebel Barkal na południu. Większość egipskich miast posiadała świątynię, jednak czasem, tak jak w wypadku świątyń grobowych lub tych budowanych na terenie Nubii, powstawały one na dotychczas niezamieszkanym terenie. Dokładną lokalizację nowej świątyni często determinowały względy religijne — mogła ona stanowić na przykład mityczne miejsce narodzin lub pochówku boga. Fasady większości świątyń zwracano w stronę Nilu, co powodowało, że ich osie biegły mniej więcej ze wschodu na zachód, zdarzały się jednak wyjątki. Niekiedy oś świątyni projektowano tak, aby wskazywała inne miejsce o znaczeniu religijnym, na przykład sąsiednią świątynię albo miejsce wschodu słońca lub innych określonych gwiazd. Przykładowo Wielka Świątynia Abu Simbel jest zorientowana tak, że dwa razy do roku wschodzące słońce oświetla posągi bogów znajdujące się w jej najgłębszym pomieszczeniu.
Budowę świątyni poprzedzała rozbudowana seria obrzędów, kolejne rytuały odprawiano także po jej zakończeniu, gdy poświęcano ją głównemu bogu. Uroczystościom tym przewodził, przynajmniej w teorii, faraon w ramach swoich religijnych powinności, według egipskich wierzeń każda świątynia była symbolicznie jego dziełem. W rzeczywistości gmachy te stanowiły efekt pracy setek jego poddanych, wcielonych do przymusowego systemu robót publicznych. Proces budowy nowej świątyni lub istotnej rozbudowy już istniejącej mógł trwać lata lub nawet dekady.
Wykorzystanie kamienia w charakterze budulca dla egipskich obiektów sakralnych podkreślało ich funkcję jako wiecznych domów bogów i odróżniało je od wznoszonych z cegły mułowej budowli na użytek śmiertelników. Wczesne świątynie także budowano z cegły mułowej i innych nietrwałych materiałów, a większość budynków pomocniczych lokowanych w obrębie terenu świątyni wznoszono z cegły mułowej przez cały okres historii Egiptu. Głównymi surowcami stosowanymi do budowy świątyń były występujące powszechne w Egipcie wapień oraz piaskowiec; materiały twardsze i trudniejsze w obróbce, między innymi granit, wykorzystywano w mniejszych ilościach do wykonania pojedynczych elementów i detali, na przykład obelisków. Kamień wydobywano w pobliżu wznoszonej świątyni lub dostarczano Nilem z kamieniołomów położonych w innych miejscach.
Fundament świątyni stanowiły kamienne płyty osadzone w wypełnionych piaskiem rowach. Przez większą część historii Egiptu ściany oraz inne elementy konstrukcyjne świątyń wznoszono z dużych bloków o różnych kształtach. Bloki te układano warstwami, najczęściej bez wykorzystania zaprawy. Każdy kamień obrabiano tak, by pasował do sąsiednich, tworząc z grubsza prostopadłościenne bloki, których nierówne kształty zazębiały się ze sobą. Wnętrza murów często wykańczano z mniejszą starannością, z użyciem bardziej chropowatych kamieni gorszej jakości. Podczas wznoszenia konstrukcji nad poziomem gruntu robotnicy wykorzystywali rampy budowlane usypywane z różnych materiałów, takich jak błoto, cegła mułowa czy nieobrobiony kamień. Jeśli budowlę wykuwano w litej skale, robotnicy posuwali się od góry do dołu, wykuwając najpierw wąską przestrzeń pod sufitem, a następnie, stopniowo usuwając materiał skalny w dół, osiągali poziom podłogi. Po ukończeniu konstrukcji świątyni szorstkie kamienne powierzchnie ścian wygładzano, a następnie dekorowano. Dekoracje te mogły przybierać formę płaskorzeźb wykuwanych bezpośrednio w kamieniu albo, jeśli kamień był zbyt niskiej jakości, aby w nim rzeźbić, w warstwie tynku, którym pokrywano kamienną powierzchnię. Płaskorzeźby zdobiono następnie złoceniami, inkrustacją lub farbą. Farby stanowiły zwykle mieszaninę pigmentów mineralnych połączonych za pomocą jakiegoś spoiwa, być może naturalnej gumy.
Budowa świątyni nie kończyła się po realizacji pierwotnego planu; faraonowie często odnawiali podupadające obiekty lub zastępowali je nowymi oraz rozbudowywali istniejące kompleksy świątynne o nowe elementy. W trakcie tych prac niekiedy rozbierano stare świątynie, aby ponownie wykorzystać tworzący je budulec jako wypełnienie wnętrz nowych obiektów. W większości przypadków postępowano tak, ponieważ był to najwygodniejszy i najszybszy sposób pozyskania gotowych materiałów budowlanych, jedynie w rzadkich przypadkach, jak w przypadku świątyń wznoszonych przez Echnatona, mogło to być spowodowane tym, że wyburzane budowle lub ich twórców obłożono przekleństwem. Rozbudowa lub przebudowa świątyni mogła znacznie zniekształcić jej pierwotny układ, na przykład w obrębie Przybytku Amona-Re w Karnaku powstały z czasem dwie przecinające się osie i kilka świątyń satelitarnych.

## Projekt i wystrój

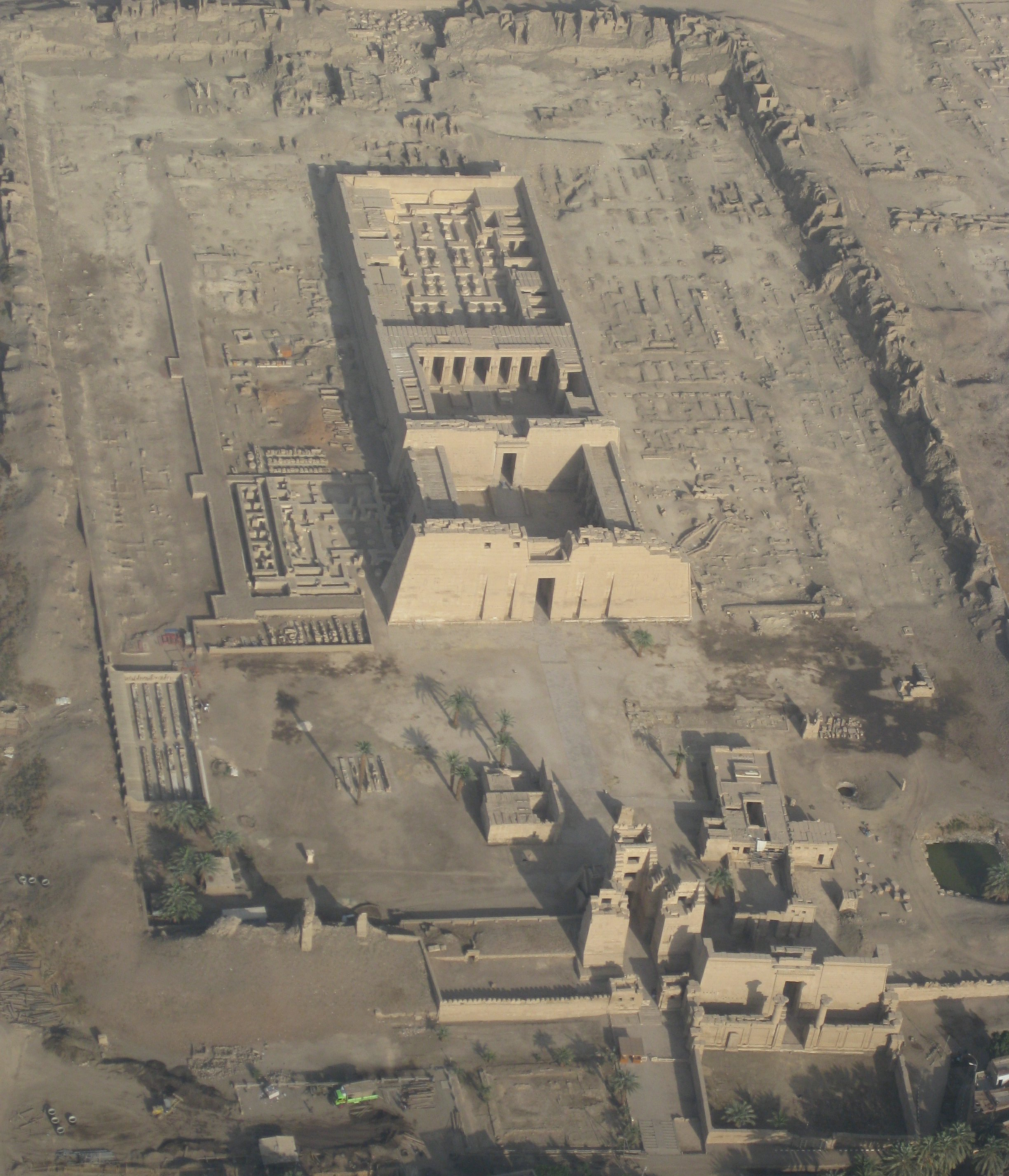
Świątynia grobowa Ramzesa III w Medinet Habu otoczona pozostałościami budowli pomocniczych. XII wiek p.n.e.

Egipskie świątynie cechował typowy dla architektury starożytnego Egiptu monumentalizm. Bryły ich budowli projektowano, zachowując symetrię i porządek, łącząc ze sobą abstrakcyjne elementy geometryczne oraz stylizowane motywy roślinne. Konstrukcja świątyń nawiązywała również w swojej formie do najwcześniejszych budowli egipskich, przykładowo wieńczące ściany gzymsy cavetto imitowały rzędy liści palmowych umieszczane na szczytach ścian dawnych budynków, a pierwowzorem dla sztukaterii o półkolistym przekroju ciągnących się wzdłuż krawędzi ścian mogły być stosowane niegdyś w tych miejscach drewniane słupki. Zwężające się ku górze zewnętrzne mury w założeniu miały zwiększać stabilność budowli, jednak w praktyce również stanowiły pozostałość po archaicznych metodach budowlanych. Oś symetrii kompleksu świątynnego wyznaczała zwykle linia biegnąca pod niewielkim kątem od sanktuarium do wejścia do świątyni. W okresie Nowego Państwa oraz później, gdy forma architektoniczna świątyni osiągnęła pełną dojrzałość, oś centralną kompleksu stanowiła szeroka aleja procesyjna przegradzana dużymi wrotami. Trasa ta była przeznaczona głównie na użytek figury kultowej boga, gdy ta podróżowała poza teren sanktuarium, w większości przypadków ludzie używali mniejszych bocznych drzwi. Typowe elementy świątyni, takie jak wypełnione kolumnami sale hipostylowe, otwarte dziedzińce perystylowe i wysokie pylony wejściowe, rozmieszczano wzdłuż tej ścieżki w tradycyjnym, ale elastycznym porządku. Poza właściwym budynkiem świątyni zewnętrzne mury zamykały w swym obrębie liczne budynki pomocnicze. Cały obszar otoczony tymi murami określa się niekiedy mianem temenos, świętego terenu poświęconego bogu.
Układy świątyń różniły się znacząco pomiędzy sobą, nawet jeśli wyłączyć z rozważań wszelkie zniekształcenia konstrukcji wynikające z późniejszej przebudowy lub rozbudowy. Część świątyń miało charakter hypogeum, przykładowo wykuty w całości w litej skale kompleks w Abu Simbel, lub, tak jak w Wadi es-Sebua, łączyło klasyczne murowane dziedzińce i pylony z wykutymi w skale pomieszczeniami wewnętrznymi. Tego typu budowle wykorzystywały układ zbliżony do wolnostojących świątyń, z wydrążonymi komorami rozmieszczonymi tak, jakby to były budynki. Niektóre świątynie, między innymi świątynie grobowe w Deir el-Bahari, wyróżniało to, że trakt procesyjny zamiast znajdować się na jednym poziomie wiódł przez szereg tarasów. Pochodzącą z czasów Ptolemeuszy świątynię w Kom Ombo wzniesiono w nietypowym podwójnym układzie – posiada ona dwa główne wejścia oraz sanktuaria, tworzące dwie równoległe osie. Osobną kategorię świątyń, charakterystyczną wyłącznie dla okresu panowania faraona Echnatona, stanowiły świątynie Atona wzniesione w Achetaton. Oś przechodziła w nich przez szereg otwartych dziedzińców wypełnionych ołtarzami.
Tradycyjny projekt egipskiej świątyni był na wskroś przesycony symboliką i stanowił bardzo rozbudowaną wariację na temat egipskiego domu. Odzwierciedlało to rolę świątyni jako miejsca zamieszkania boga. Świątynię uznawano również za fragment świata bogów istniejący na ziemi. Znajdujące się na wzniesieniu, zamknięte sanktuarium utożsamiano z obecnym w egipskich mitach świętym wzgórzem, na którym rozpoczął się proces wyłaniania świata z chaosu, oraz z komorą grobową, dokąd przybywała ba, czyli dusza boga, aby zamieszkiwać swój wizerunek kultowy tak, jak ludzka ba mogła mieszkać w mumii. Egipcjanie wierzyli, że miejsce to musi być ściśle odizolowane od nieczystego świata zewnętrznego, dlatego w miarę zbliżania się do sanktuarium zmniejszała się ilość dochodzącego z zewnątrz światła i zwiększały ograniczenia co do tego, kto mógł wejść. Świątynia mogła jednak również służyć za metaforę świata. W tej interpretacji trasa procesyjna reprezentowała ścieżkę słońca podróżującego po niebie, a sanktuarium stanowiło analogię dla krainy umarłych — Duat — w której, jak wierzono, słońce zachodziło i odradzało się w ciągu nocy. Przestrzeń na zewnątrz budynku utożsamiano z wodami chaosu, które leżały poza światem, podczas gdy świątynia reprezentowała porządek kosmosu i miejsce, w którym był on nieustannie odnawiany.

### Wnętrze

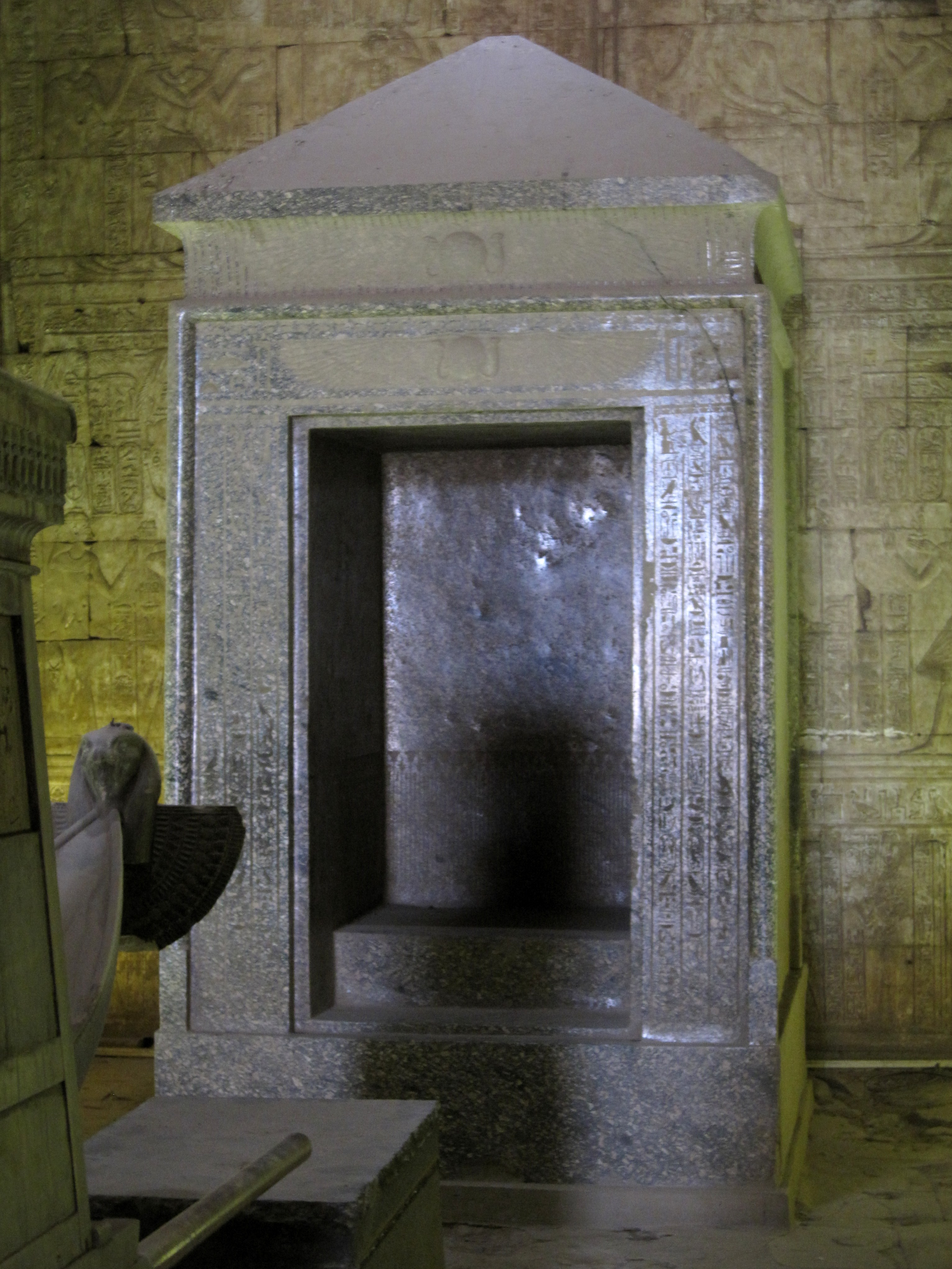
Sanktuarium świątyni Horusa w Edfu. IV do III wieku p.n.e.

Wewnętrzne pomieszczenia świątyni skupiały się wokół sanktuarium głównego boga świątyni, które zwykle leżało na osi kompleksu, w pobliżu tylnej części budynku, a w świątyniach towarzyszącym piramidom, bezpośrednio u ich podstawy Sanktuarium stanowiło punkt centralny odprawianych w świątyni rytuałów i uznawano je za miejsce, w którym obecność boga manifestowała się najsilniej. Materialna forma, w której obecność ta miała się objawiać, była różnorodna. W świątyniach Atona i tradycyjnych świątyniach solarnych rytuały odprawiano na otwartym dziedzińcu albo bezpośrednio na cześć słońca albo wokół reprezentującego słońce kamienia nazywanego Benben. Wewnętrzne pomieszczenia wielu świątyń grobowych mieściły posągi zmarłego faraona lub ślepe wrota, przez które, jak wierzono, ba ("dusza") zmarłego władcy przybywała aby przyjmować ofiary.
Główny obiekt czci większości świątyń stanowił wizerunek kultowy: posążek boga świątynnego, w który, jak wierzono, ba boga wcielała się, gdy ten wchodził w interakcję z ludźmi. Sanktuarium w tych świątyniach zawierało albo naos, przypominającą szafę kapliczkę, w której znajdował się boski wizerunek, albo mieszczący posążek boga model barki, którego używano do transportowania go podczas procesji świątecznych. W niektórych przypadkach sanktuarium mogło mieścić kilka kultowych posągów. Sanktuarium utrzymywano w całkowitej ciemności, aby podkreślić jego święty charakter. W okresie późnym i ptolemejskim sanktuarium uległo przekształceniu z pomieszczenia znajdującego się na tyłach budynku świątyni w samodzielny budynek położony wewnątrz niej i dodatkowo odizolowany od świata zewnętrznego przez otaczające go korytarze oraz pokoje.
Po bokach głównego sanktuarium lokowano kaplice pomocnicze, poświęcane bóstwom związanym z głównym bogiem świątyni. Gdy bóg ten był mężczyzną, w kaplicach tych często oddawano cześć mitologicznej małżonce i dzieciom tego boga. Kaplice pomocnicze świątyń grobowych służyły z kolei za miejsce kultu bogów związanych z władzą królewską.
Z sanktuarium sąsiadowało także kilka innych pomieszczeń. Wiele z nich służyło do przechowywania wyposażenia ceremonialnego, tekstów rytualnych lub kosztowności świątynnych; inne pełniły określone funkcje kultowe. Miejsce składania ofiar bóstwu często oddzielano od samego sanktuarium, jeżeli zaś rytualnej barki nie przechowywano tam wraz z wizerunkiem boga, zajmowała ona osobną salę zwaną "kaplicą barki". W późnych świątyniach obszary rytualne mogły rozciągać się na kaplice na dachu i krypty poniżej poziomu podłogi. Na zewnętrznej ścianie z tyłu świątyni często umieszczano nisze dla świeckich, w których mogli oni modlić się do boga świątyni, podchodząc tak blisko sanktuarium, jak to było możliwe bez wchodzenia do środka.

### Sale i dziedzińce

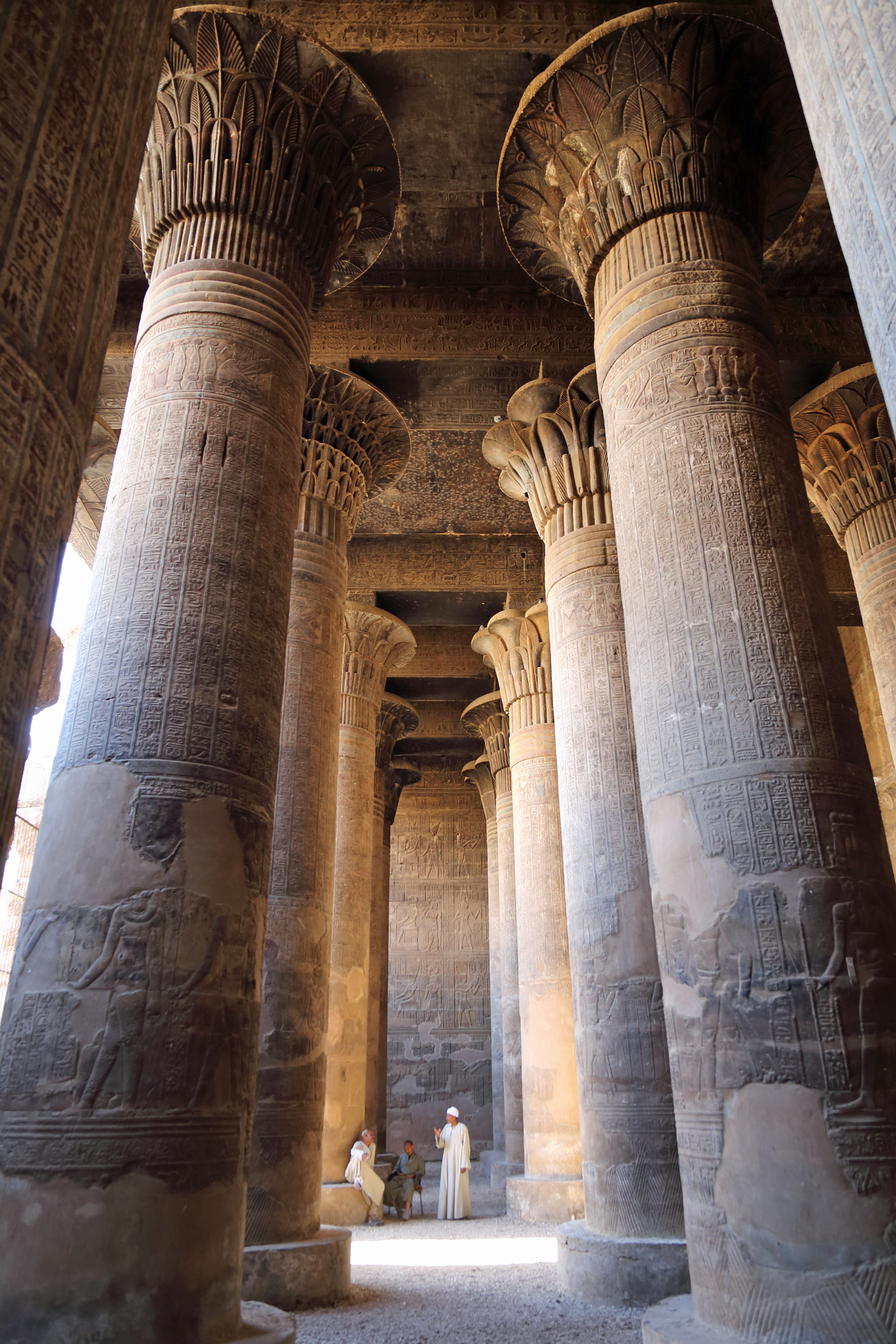
Sala hipostylowa świątyni w Eśnie. I wiek n. e.

We wszystkich okresach historii Egiptu w świątyniach występowały sale hipostylowe — zadaszone pomieszczenia wypełnione kolumnami. W okresie Nowego Państwa umieszczano je zazwyczaj bezpośrednio przed obszarem sanktuarium. Przynajmniej w niektórych przypadkach otwierano je dla świeckich, były zatem dużo bardziej dostępne dla społeczeństwa niż pomieszczenia wewnętrzne. Często pozostawały także lepiej oświetlone: ich wysokość w czasach Nowego Państwa zwiększyła się do tego stopnia, że nabrały charakteru centralnych korytarzy przykrywających ścieżkę procesyjną, a w ich ścianach umieszczano okna zapewniające niewielką ilość światła. Typowym reprezentantem tego stylu jest Wielka Sala Hipostylowa w Karnaku, której najwyższe kolumny osiągają 21 m wysokości. W późniejszych okresach wykształcił się inny styl sali, w którym światło do wnętrza wpuszczała umieszczana z przodu niska ściana parawanowa. Kolumnom wspierającym te zacienione sale często nadawano kształt roślin takich jak lotos czy cibora papirusowa, co symbolizowało mitologiczne bagno otaczające pierwotny kopiec ziemi, który wyłonił się z wód chaosu podczas powstawania świata. Kolumny te można również przyrównać do filarów podtrzymujących niebo w egipskiej kosmologii.
Za salą hipostylową znajdował się jeden lub więcej dziedzińców perystylowych, również wchodzących w skład egipskich świątyń od czasów Starego Państwa. W układzie charakterystycznym dla Nowego Państwa pełniły one rolę obszarów przejściowych, rozdzielających od siebie dostępną publicznie przestrzeń na zewnątrz świątyni oraz bardziej ograniczone pod tym względem wnętrze. To właśnie na tych dziedzińcach świeccy spotykali się z kapłanami i zbierali podczas świąt. Na przedzie każdego z dziedzińców umieszczano zwykle pylon — parę trapezokształtnych wież flankujących główną bramę. Występujące sporadycznie w świątyniach Starego i Średniego Państwa pylony upowszechniły się gwałtownie w okresie Nowego Państwa i szybko stały się charakterystycznym elementem fasady, wspólnym dla większości egipskich świątyń. Pylon pełnił funkcję symbolicznej wieży strażniczej przeciwko siłom nieporządku i mógł również przypominać Akhet, hieroglif oznaczający „horyzont”, co stanowiło element słonecznej symboliki świątyni.
Przed każdą z dwóch wież tworzących pylon znajdowały się nisze na parę masztów flagowych. W przeciwieństwie do samych pylonów, maszty flagowe umieszczano przed wejściami do świątyń już w czasach predynastycznych. Ich związek z obecnością bóstwa w świątyni był do tego stopnia zakorzeniony w egipskiej kulturze, że znak w kształcie masztu flagowego stał się hieroglifem odpowiadającym słowu "bóstwo".

### Ogrodzenie
Teren bezpośrednio przylegający do świątyni otaczano prostokątnym ceglanym murem, który pełnił dwojakie funkcje. W sferze symbolicznej chronił on przestrzeń przybytku przed zewnętrznym nieporządkiem, w wymiarze praktycznym zaś stanowił linię obrony przed zagrożeniami z zewnątrz, szczególnie w IV wieku p.n.e., podczas okresu rządów ostatnich rdzennych dynastii. Mury świątynne zostały wówczas w pełni ufortyfikowane na wypadek inwazji Imperium Achemenidów. W późnych świątyniach mury te często układano z naprzemiennie wklęsłych oraz wypukłych warstw cegieł tak, że szczyt muru falował w pionie. Wzór ten mógł symbolizować mityczne wody chaosu, z których wyłonił się świat.

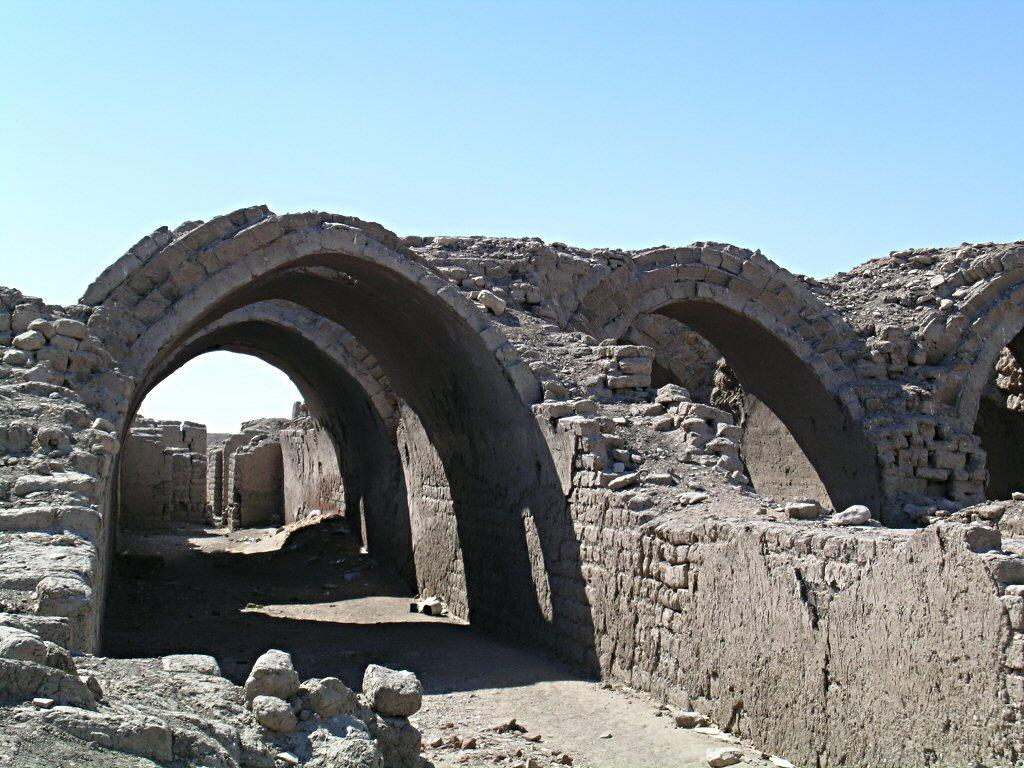
Murowane magazyny Ramesseum. XIII wiek p.n.e.

W obrębie murów wznoszono wiele kluczowych dla funkcjonowania świątyni budynków. Niekiedy na terenie świątynnym znajdowały się kaplice satelitarne bóstw związanym z głównym bogiem świątyni, w tym mammisi, dedykowane narodzinom jego mitycznego dziecka. Przylegające do wielu świątyń święte jeziora służyły jako zbiorniki na wodę używaną podczas ceremonii oraz miejsca, w których kapłani dokonywali rytualnego oczyszczenia, a także symbolizowały wody, z których w egipskiej mitologii wyłonił się świat.
Czasami w świątyniach grobowych naprzeciwko głównego budynku świątyni wznoszono pałac dla duszy króla, któremu je poświęcano. Świątynia Grobowa Setiego I w Abydos zawiera niezwykłą podziemną konstrukcję — Osireion — która mogła pełnić funkcję symbolicznego grobowca dla króla. W niektórych świątyniach istniały sanatoria zapewniające chorym miejsce oczekiwania na uzdrawiające sny zsyłane przez bogów. Do grona typowych obiektów towarzyszących świątyniom zaliczają się także bezpośrednio zaspakajające ich potrzeby kuchnie, warsztaty oraz magazyny.
Szczególnie ważną funkcję pełnił pr ꜥnḫ „dom życia”, w którym spisywano, kopiowano i przechowywano teksty religijne, w tym te używane do odprawiania rytuałów świątynnych. Dom życia pełnił również funkcję ośrodka edukacyjnego, w którym magazynowano prace o różnorodnej tematyce nie związanej bezpośrednio z religią, na przykład z zakresu historii, geografii, astronomii czy medycyny. Chociaż towarzyszące świątyni zabudowania służyły bardziej przyziemnym celom niż sama świątynia, nadal miały znaczenie religijne; nawet świątynne spichlerze mogły stanowić element określonych ceremonii.
Przez ogrodzenie przechodziła trasa ścieżki procesyjnej prowadzącej od wejścia do świątyni przez główną bramę w murze. Trasę tę często dekorowano posągami sfinksów, wzdłuż niej rozmieszczano także specjalne pawilony, w których kapłani niosący barkę z wizerunkiem boga mogli ją postawić, aby odpocząć podczas procesji. Ścieżka procesyjna kończyła się zwykle na nadbrzeżu położonym nad brzegiem Nilu, służyło ono jako punkt początkowy dla odwiedzających przybywających drogą wodną i punkt końcowy lub początkowy świątecznych procesji, gdy wizerunek boga podróżował drogą wodną. W świątyniach piramid Starego Państwa nadbrzeże przylegało do specjalnej świątyni (tak zwanej "świątyni dolnej"), którą z główną świątynią u podstawy piramidy łączyła specjalna, często zadaszoną grobla procesyjna.

### Dekoracja
Świątynie bogato zdobiono nacechowanymi religijną symboliką płaskorzeźbami oraz wolnostojącymi posągami. Egipcjanie uważali, że bogowie byli obecni nie tylko w wizerunku kultowym, lecz także w tych obrazach i że dzięki nim świątynię przepełniała boska moc. Symboliczne wyobrażenia różnych położonych w Egipcie miejsc lub elementów mitycznego kosmosu wzmacniały zawarty także w samej architekturze świątyni motyw mitycznej geografii. Obrazy przedstawiające rytuały świątynne służyły wzmocnieniu ich magicznej mocy oraz jako sposób na podtrzymanie ich efektów na wypadek, gdyby przestano je odprawiać. Dekoracje te ze względu na swój religijny charakter nie dokumentowały rzeczywistych wydarzeń, lecz przedstawiały mocno wyidealizowaną wersję rzeczywistości, symbolizującą cel przyświecający istnieniu świątyni. Przykładowo na zdobiących ściany wyobrażeniach większość rytuałów odprawia faraon, a kapłani, jeśli w ogóle ich uwzględniano, pełnili drugorzędne role. To, że władca rzadko mógł uczestniczyć w ceremoniach, nie miało znaczenia, liczyła się jego rola jako pośrednika ludzi w kontaktach z bogami.

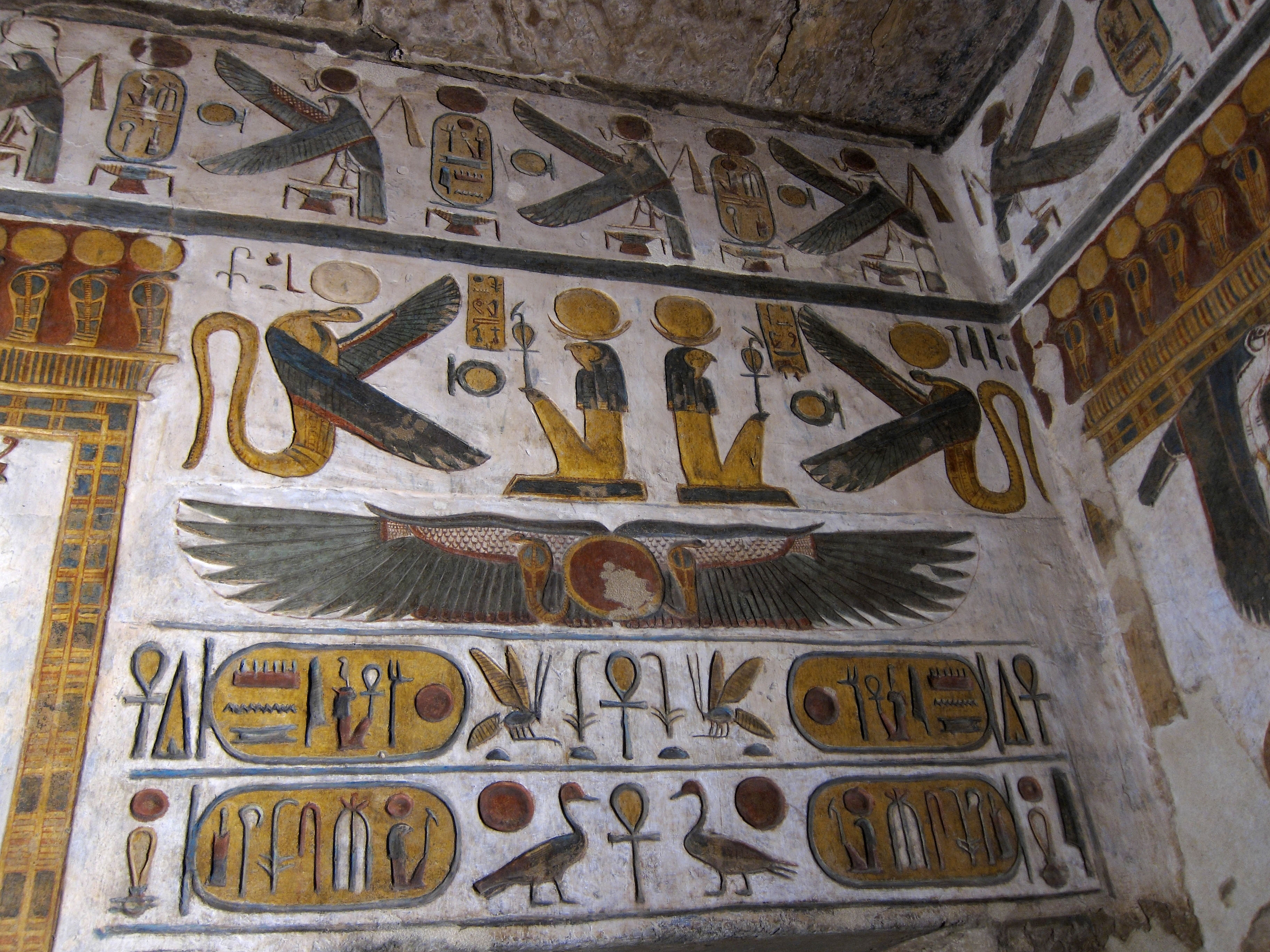
Malowana płaskorzeźba w świątyni Chonsu w Karnaku. XII wiek p.n.e.

Najważniejszą formą dekoracji była płaskorzeźba. Zajmowała ona z czasem coraz większą powierzchnię budynku, w późnych świątyniach dekorowano już wszystkie ściany, sufity, kolumny i belki, a także wolnostojące stele wznoszone w obrębie ogrodzenia. Artyści egipscy używali zarówno klasycznej płaskorzeźby, jak i wklęsłorzeźby. Płaskorzeźba pozwalała na osiągnięcie bardziej subtelnych efektów artystycznych, wymagała jednak większych nakładów pracy niż wklęsłorzeźba. Wklęsłorzeźbę stosowano więc na twardszym, trudniejszym w obróbce kamieniu i gdy budowniczym zależało na szybkim ukończeniu dzieła. Nadawała się ona również dobrze do wykańczania powierzchni zewnętrznych, gdyż powstające na niej cienie sprawiały, że wyrzeźbione postacie były dobrze widoczne w jasnym świetle słonecznym. Ukończone płaskorzeźby malowano przy użyciu podstawowych kolorów: czarnego, białego, czerwonego, żółtego, zielonego i niebieskiego, choć artyści często mieszali barwniki, tworząc inne kolory. Szczególnie zróżnicowanie wykazywały pod tym względem świątynie ptolemejskie, w których stosowano nietypowe odcienie, takie jak na przykład purpurowe akcenty. W niektórych świątyniach farbę zastępowano złoceniami albo inkrustowanymi kawałkami kolorowego szkła lub fajansu.
Dekoracja świątynna stanowi jedno z najważniejszych źródeł informacji o starożytnym Egipcie. Za jej pomocą utrwalano kalendarze świąt, mity, opisy rytuałów oraz teksty religijnych hymnów. Przy ich udziale faraonowie rejestrowali także swoje dokonania związane z budowaniem świątyń i kampanie militarne przeciwko wrogom Egiptu. W czasach ptolemejskich dekoracje świątyń zaczęto dodatkowo wzbogacać o wszelkiego rodzaju informacje zaczerpnięte z bibliotek świątynnych. Zdobienia w danym pomieszczeniu świątyni albo przedstawiały wykonywane w nim czynności, albo miały symboliczny związek z jego przeznaczeniem, co dostarcza wielu informacji o działalności świątyni. Ściany wewnętrzne dzielono na kilka rejestrów. Najniższe z nich ozdabiano roślinami porastającymi pierwotne bagna, a sufity i szczyty ścian — gwiazdami i ptakami w locie, symbolizującymi niebo. Środkowy i górny rejestr często wypełniały ilustracje obrzędów otaczane nawiązującymi do nich tekstami. Na dziedzińcach i zewnętrznych murach często wyobrażano militarne wyczyny władców. Na pylonach ukazywano „scenę porażenia”, motyw, w którym król gromi swych wrogów, co symbolizowało zwycięstwo nad siłami chaosu.
Teksty na ścianach zapisywano formalnym pismem hieroglificznym. Niektóre teksty sporządzano z zastosowaniem form „kryptograficznych”, celowo używając symboli w sposób niezgodny z powszechnie przyjętymi regułami pisma hieroglificznego. Tekst kryptograficzny rozpowszechnił się szczególnie oraz zyskał na złożoności w czasach ptolemejskich. Na ścianach świątyń często można odnaleźć napisy lub graffiti, zarówno w językach nowożytnych, jak i starożytnych, takich jak grecki czy łaciński, oraz zapisane pismem demotycznym, formą języka egipskiego używaną powszechnie w czasach grecko-rzymskich. Choć graffiti nie jest częścią formalnej dekoracji świątyni, może być ważnym źródłem informacji o jej historii, zarówno w czasach funkcjonowania kultów, jak i po jej opuszczeniu. Na przykład starożytne graffiti często wymieniają imiona i tytuły kapłanów, którzy pracowali w świątyni, a współcześni podróżnicy często zapisywali swoje imiona w odwiedzanych świątyniach. Graffiti pozostawione przez kapłanów oraz pielgrzymów w File zawierają ostatni starożytny tekst hieroglificzny, datowany na 394, oraz ostatni przykład użycia pisma demotycznego z 452.
Na terenie świątyni rozmieszczano również liczne wolnostojące rzeźby, na przykład obeliski — wysokie, ostro zakończone filary symbolizujące słońce. Największy z nich, obelisk laterański, miał ponad 36 metrów wysokości. Często umieszczano je parami przed pylonami lub w innych miejscach wzdłuż osi świątyni. Rozlokowane w podobny sposób posągi króla również osiągały kolosalne rozmiary — Kolosy Memnona w świątyni grobowej Amenhotepa III i posąg Ramzesa II w Ramesseum to największe wolnostojące rzeźby wykonane w starożytnym Egipcie. W obrębie murów ustawano także figury bogów, często w formie sfinksów, pełniły one rolę symbolicznych strażników świątyni. Najliczniejszą kategorię posągów stanowiły figury wotywne podarowane świątyni przez królów, osoby prywatne, a nawet miasta w celu zdobycia przychylności bogów. Mogły one przedstawiać boga, któremu je poświęcano, lub ludzi, którzy ofiarowali posąg. Najważniejszymi posągami świątynnymi były wizerunki kultowe, zwykle wykonywano je lub ozdabiano przy użyciu drogocennych materiałów, takich jak złoto lub lapis lazuli.

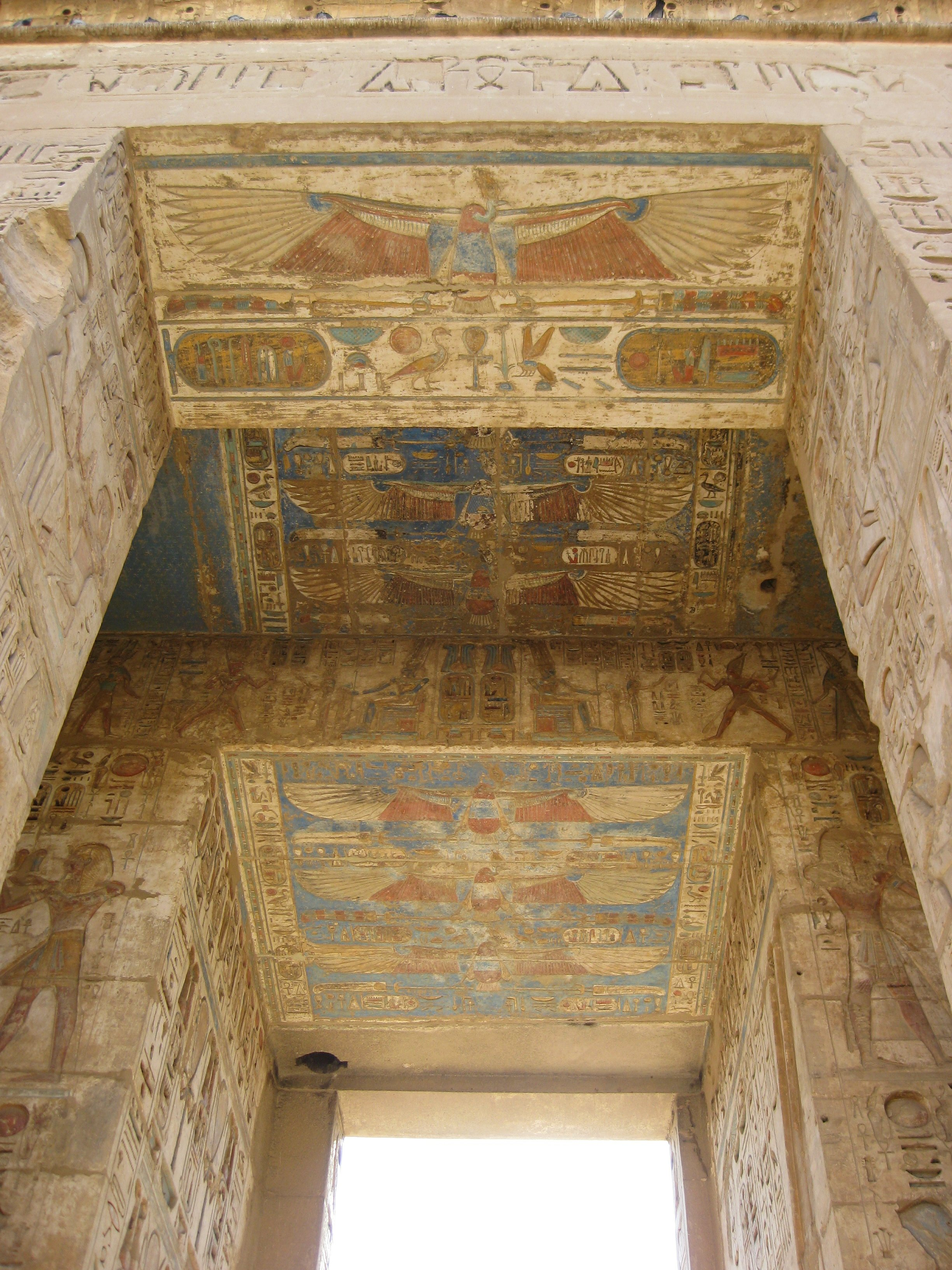
Malowane płaskorzeźby zdobiące framugi drzwi oraz sufity świątyni Medinet Habu. XII wiek p.n.e.
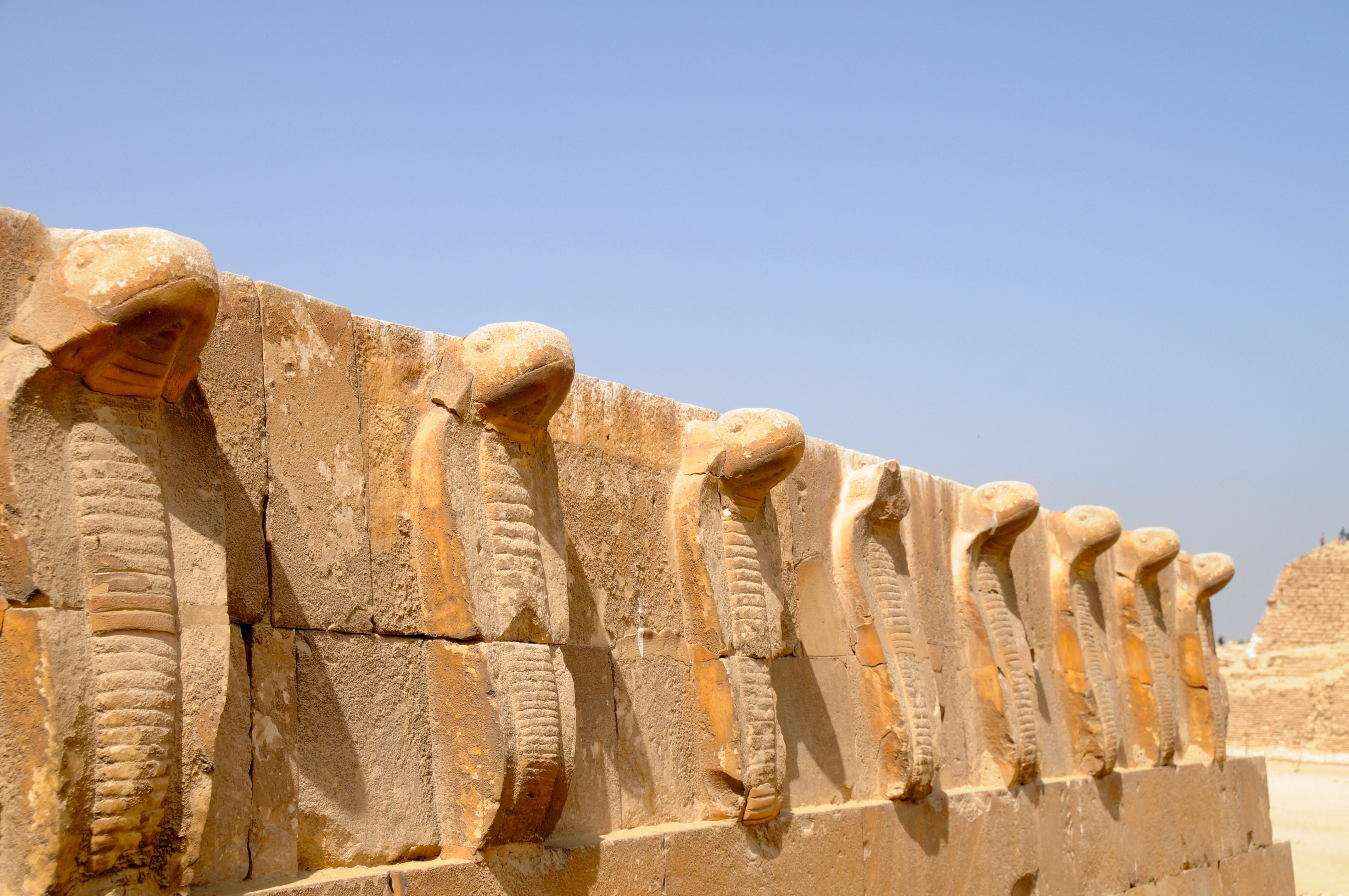
Fryz z rzeźbionymi ureuszami (stylizowanymi wyobrażeniami kobry składającej się do ataku) na szczycie jednej ze ścian w kompleksie grobowym Dżesera. XXVIII w. p.n.e.
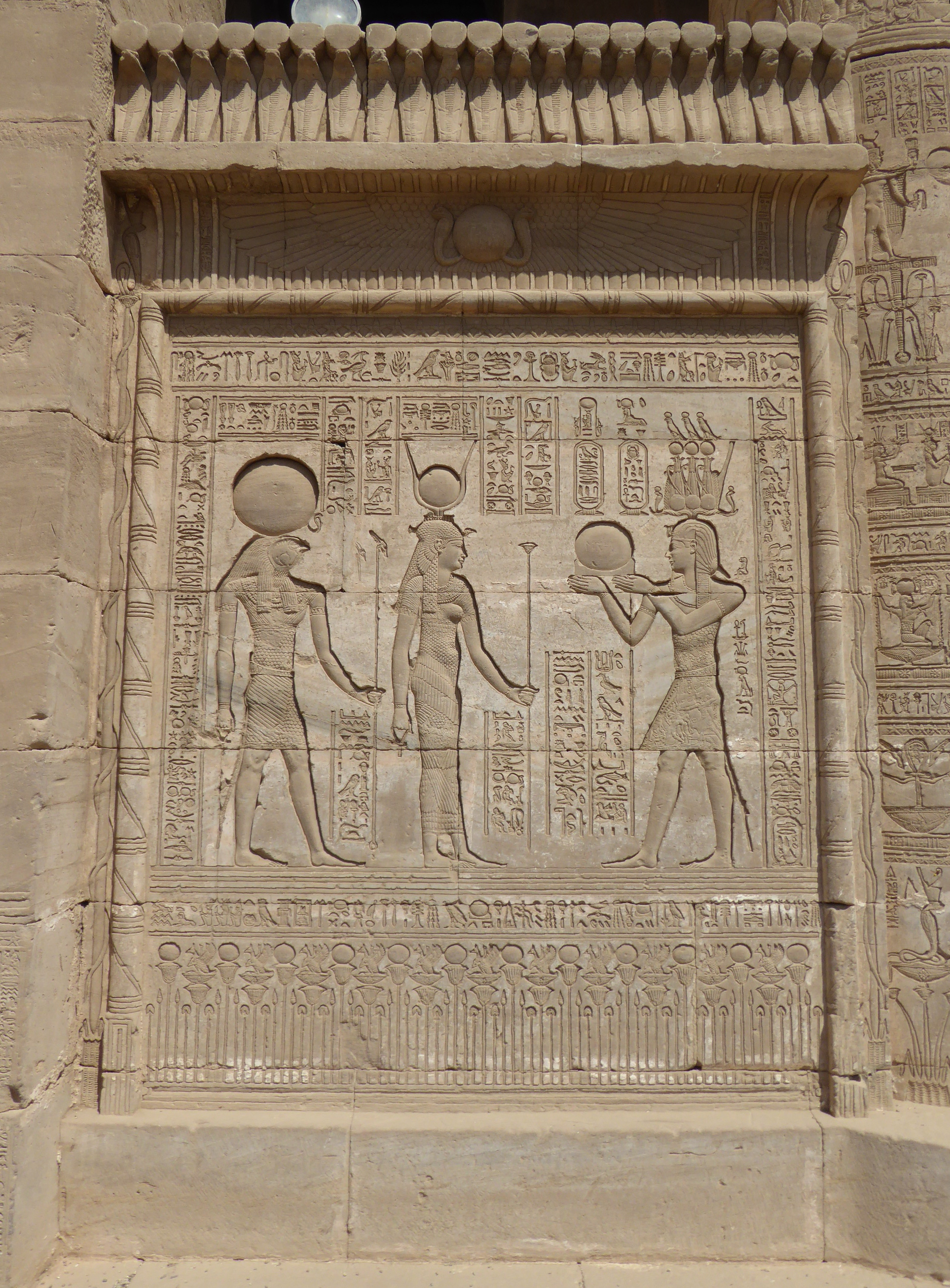
Płaskorzeźba na ścianie kurtynowej ulokowanej pomiędzy kolumnami świątyni w Denderze. Relief otacza toroidalne obramowanie, jego podstawę ozdabiają wizerunki roślin bagiennych, szczyt zaś wieńczy gzyms cavetto z emblematem skrzydlatego słońca. Nad całością góruje fryz z ureuszami. I do II wieku naszej ery[64].
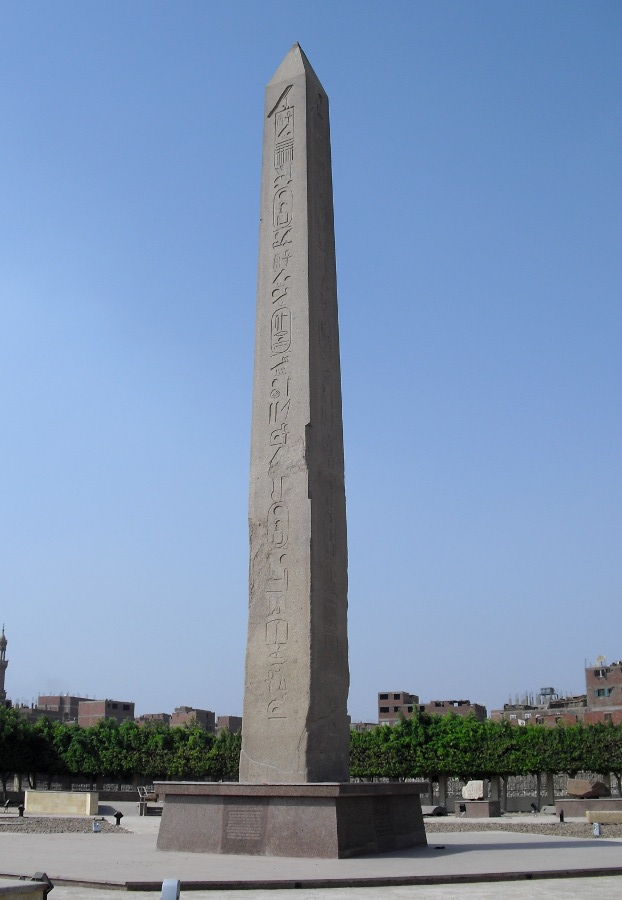
Obelisk Senusreta I w Heliopolis. XX w. p.n.e.
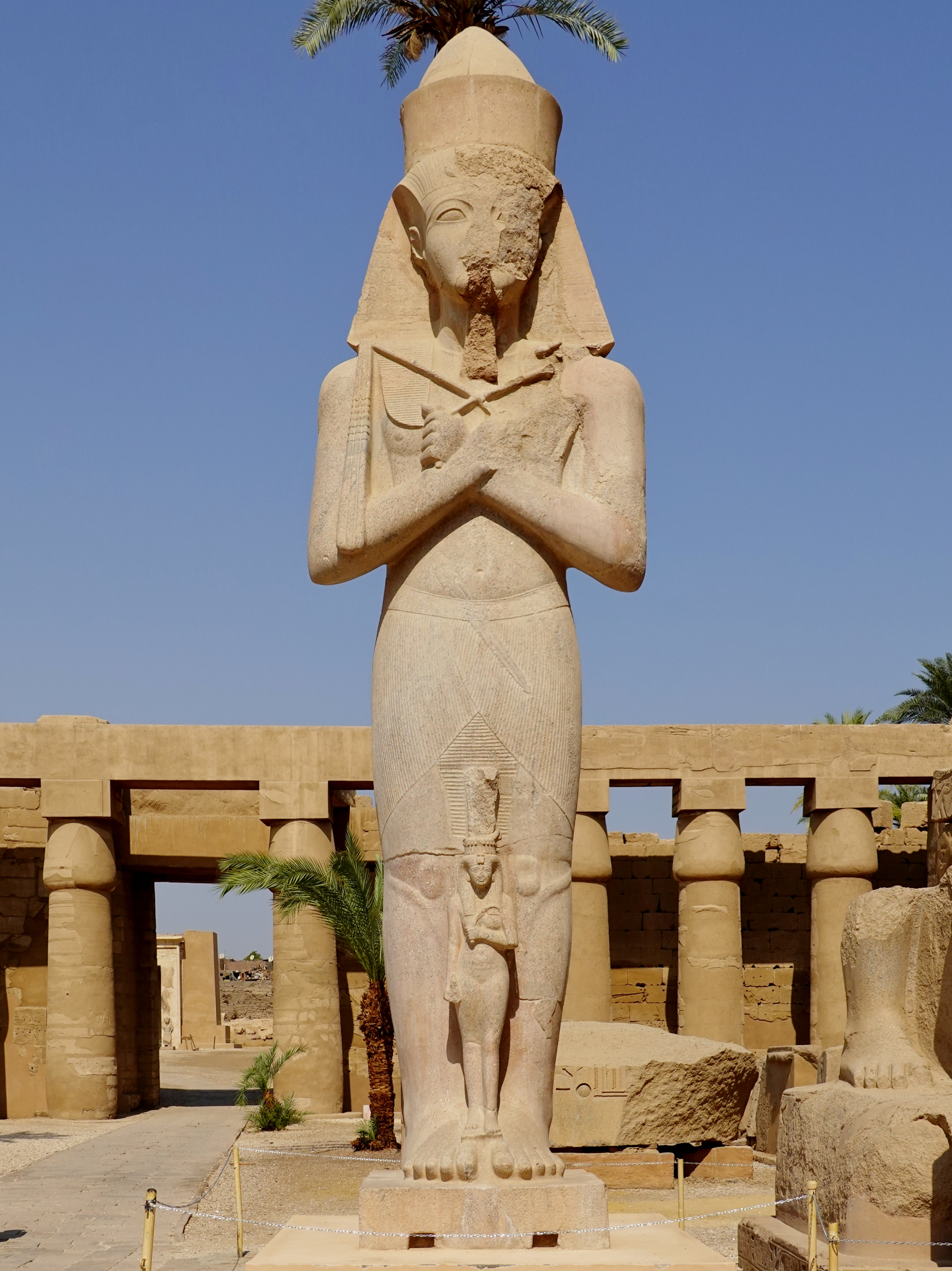
Posąg Pinodżema I, arcykapłana Amona w Karnaku, jako faraona. XI w. p.n.e.

## Personel

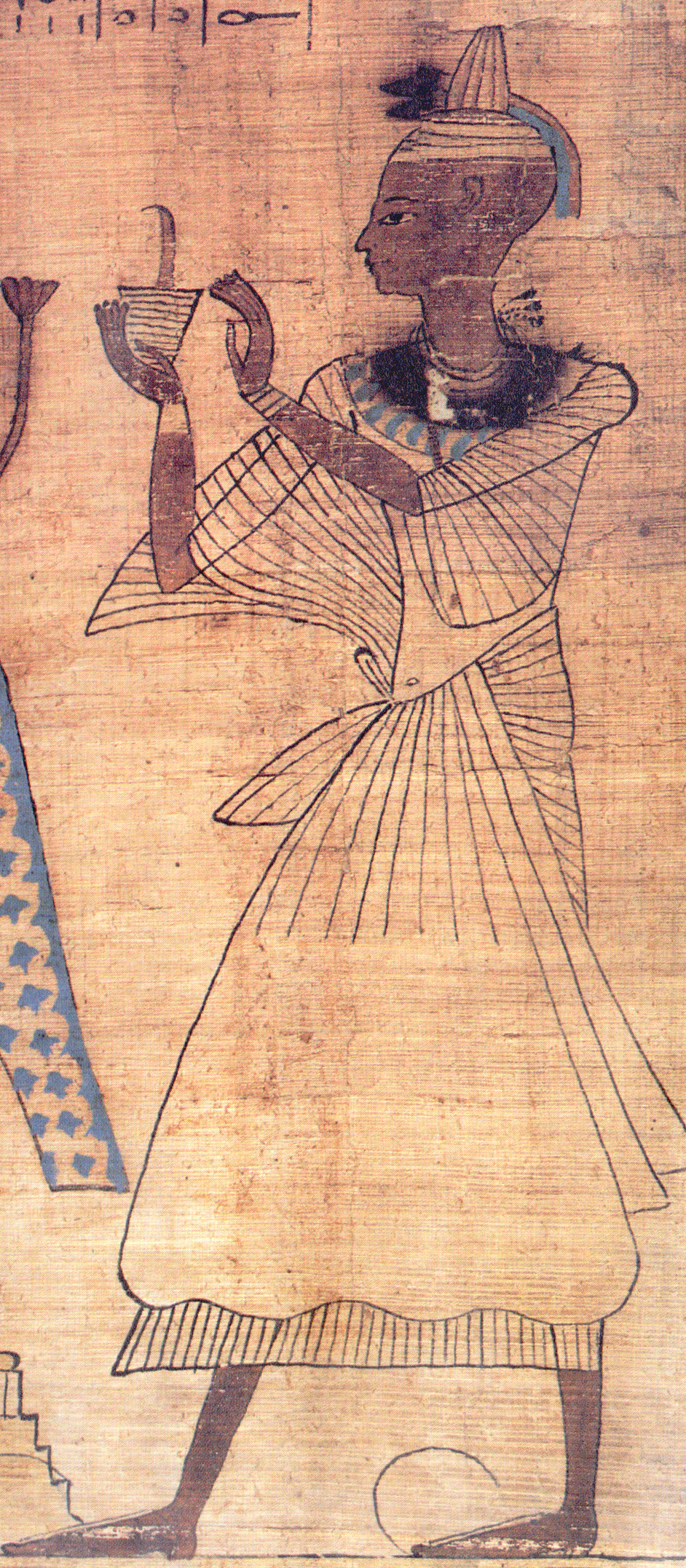
Przedstawiony na papirusie wizerunek kapłana palącego kadzidło. X wiek p.n.e.

Do odprawiania rytuałów oraz wykonywania obowiązków pomocniczych świątynia wymagała licznego personelu. Odpowiadający w praktyce za funkcjonowanie podstawowych świątynnych rytuałów kapłani pełnili jednak w egipskiej ideologii religijnej rolę zaledwie pomocniczą w stosunku do władcy. Wszystkie ceremonie sprawował w teorii sam król, a kapłani jedynie zastępowali go, stając podczas obrzędów na jego miejscu. Faraon miał pełną władzę nad kapłanami i miał prawo powołać do tego stanu każdego, kogo sobie zażyczył. W Starym oraz Średnim Państwie większość kapłanów była tak naprawdę świeckimi urzędnikami państwowymi, którzy na część roku opuszczali swą posadę, by sprawować posługę w świątyni w systemie zmianowym. Gdy w późniejszych czasach zawód kapłana nabrał charakteru stałego zajęcia, król wykorzystywał swoją władzę głównie do obsadzania najwyższych stanowisk w hierarchii kapłańskiej, zwykle w celu nagrodzenia cenionego przez siebie urzędnika posadą lub aby interweniować w sprawy ważnego kultu z powodów politycznych. Wskazanie osób mających zajmować niższe pozycje faraon pozostawiał swojemu wezyrowi lub samym kapłanom. W tym drugim przypadku osoba piastująca urząd wyznaczyła własnego syna na następcę lub kapłani naradzali się, aby zadecydować, kto powinien zająć wolne stanowisko. Urzędy kapłańskie były niezwykle lukratywne i zwykle sprawowali je najbogatsi i najbardziej wpływowi członkowie egipskiego społeczeństwa. Liczne korzyści wynikające z przynależności do grona kapłanów utrzymały się nawet w okresie grecko-rzymskim. Kapłani egipscy wyróżniali się spośród innych mieszkańców kraju, zwłaszcza na obszarach wiejskich, zarówno pod względem dochodów, jak i przywilejów związanych z pełnioną funkcją, a także poziomu wykształcenia w zakresie czytania i pisania. Wysokie urzędy w hierarchii świątynnej przynosiły tak duże dochody, że niektórzy kapłani walczyli o swoje posady w długich procesach sądowych. Mogło to ulec zmianie w późnym okresie rzymskim, gdy Egipt podlegał zakrojonym na szeroką skalę procesom przemian gospodarczych, społecznych, kulturowych i religijnych.
Wymagania dotyczące wstąpienia do stanu kapłańskiego różniły się w zależności od epoki oraz reguł panujących w kultach poszczególnych bogów. Chociaż wypełnianie powinności religijnych wiązało się z koniecznością posiadania szczegółowej wiedzy, niewiele wiadomo o tym, jaki dokładnie był jej zakres lub jakiego szkolenia wymagano od sprawujących urząd. Kapłani musieli przestrzegać surowych standardów czystości rytualnej przed wejściem do najświętszych obszarów świątyń. Golili głowy i ciała, myli się kilka razy dziennie i nosili wyłącznie czystą lnianą odzież. Nie musieli żyć w celibacie, jednak odbycie stosunku seksualnego czyniło ich nieczystymi aż do czasu przejścia rytuału oczyszczenia. Kulty konkretnych bogów mogły nakładać na pełniących posługę kapłańską dalsze ograniczenia wynikające z mitologii tego boga, takie jak zakaz spożywania mięsa zwierzęcia reprezentującego dane bóstwo. Możliwości wstępowania kobiet do stanu kapłańskiego zmieniały się w czasie. W Starym Państwie wiele kobiet służyło jako kapłanki, ich odsetek spadł jednak drastycznie w Średnim Państwie, aby później znowu wzrosnąć w Trzecim Okresie Przejściowym. Pomniejsze posady, takie jak na przykład rola muzyka podczas ceremonii, pozostawały otwarte dla kobiet nawet w najbardziej restrykcyjnych okresach, podobnie jak zastrzeżona wyłącznie dla kobiet rola ceremonialnej małżonki boga. Ten ostatni urząd niósł ze sobą znaczne wpływy, a najważniejsza z tych żon, Boska Małżonka Amona, przewyższyła w Okresie Późnym swoim znaczeniem nawet Najwyższego Kapłana Amona.
Na czele hierarchii świątynnej stał arcykapłan nadzorujący wszystkie aspekty religijnego oraz gospodarczego funkcjonowania przybytku. W największych kultach dodatkowo odgrywał on istotną rolę polityczną. Pod nim służyły maksymalnie trzy poziomy podległych kapłanów mogących zastępować go podczas ceremonii. Chociaż począwszy od okresu Nowego Państwa te wyższe urzędy nabrały stałego charakteru, kapłani niższej rangi nadal pracowali na zmiany w ciągu roku. Do grona kapłanów należeli także specjaliści od rytuałów oraz liczna grupa wykonująca różnorodne zadania o charakterze służebnym. Wśród ról pełnionych przez specjalistów wyróżniał się odpowiadający za recytowanie hymnów i zaklęć podczas rytuałów świątynnych lektor, który odpłatnie udostępniał swoje usługi magiczne świeckim. Duża świątynia zatrudniała, oprócz kapłanów, także śpiewaków, muzyków i tancerzy występujących podczas sprawowania ceremonii oraz zaopatrujących ją rolników, piekarzy, rzemieślników i budowniczych, a także zarządzających jej praktycznymi potrzebami administratorów. W epoce ptolemejskiej świątynie mogły również udzielać schronienia ludziom poszukującym azylu w obrębie przybytku lub dobrowolnie poświęcającym się służbie bogu rekluzom mieszkającym w jego ziemskiej siedzibie. Duży kult mógł zatem liczyć ponad 150 kapłanów pełniących urząd w pełnym lub niepełnym wymiarze czasu oraz dziesiątki tysięcy świeckich pracujących na jego ziemiach w całym kraju. Liczby te kontrastują ze świątyniami średniej wielkości, wymagającymi do swojego funkcjonowania od 10 do 25 kapłanów, oraz z najmniejszymi świątyniami prowincjonalnymi, które mogły potrzebować tylko jednego.
Niekiedy kapłani w ramach swoich obowiązków podróżowali poza obręb świątyni. Stanowili część świty podróżującej od jednej świątyni do drugiej w czasie świąt. Duchowni z całego kraju przybywali również na obchody państwowego święta Sed, służącego wzmocnieniu boskiej mocy króla. Niektóre świątynie, na przykład w sąsiednich miastach Memfis i Letopolis, nadzorował ten sam arcykapłan.
W pewnych okresach historii Egiptu istniał urząd administracyjny nadzorujący wszystkie świątynie i ogół duchowieństwa. W Starym Państwie królowie przekazywali tę władzę najpierw swoim krewnym, a następnie wezyrom. Za panowania Totmesa III przywilej ten przeniesiono z wezyrów na arcykapłanów Amona, którzy sprawowali go przez większą część czasów Nowego Państwa. Po zajęciu Egiptu Rzymianie ustanowili podobny urząd arcykapłana całego kraju, nadzorujący kulty świątynne aż do ich wygaśnięcia.

## Aktywność religijna

### Codzienne rytuały

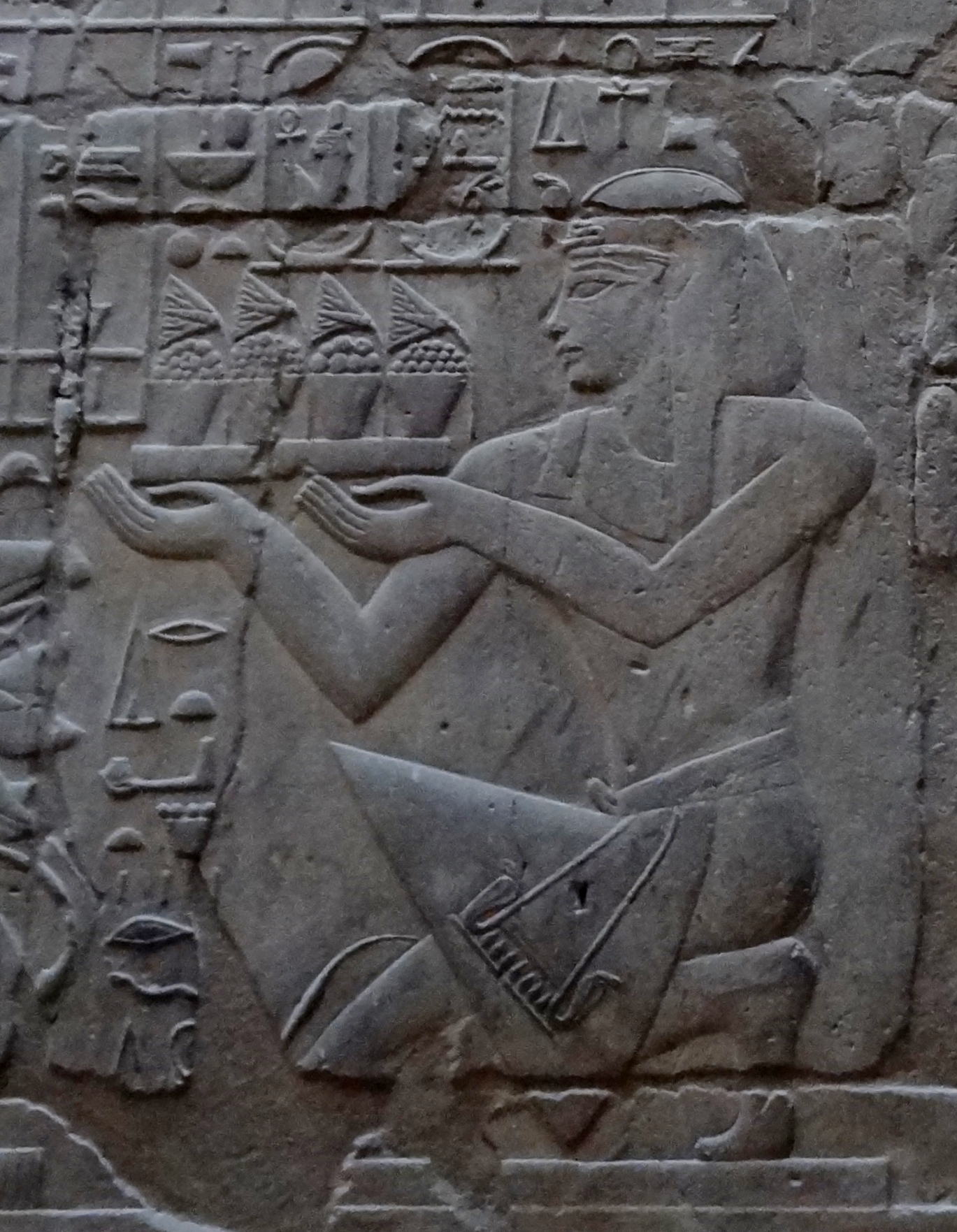
Płaskorzeźba ze Świątyni Luksorskiej przedstawiająca Amenhotepa III składającego ofiarę. XIV wiek p.n.e.

Codzienne rytuały w większości świątyń obejmowały dwie sekwencje obrzędów ofiarowania: pierwszą, podczas której oczyszczano i ubierano wizerunek boga na dany dzień, i drugą, podczas której podawano mu posiłek. Dokładna kolejność wykonywanych w ramach tych rytuałów czynności nie jest do końca znana i mogła podlegać niewielkim zmianom z każdym wykonaniem. Ponadto obie te sekwencje rytuałów prawdopodobnie nachodziły na siebie.
O wschodzie słońca sprawujący danego dnia posługę kapłan wchodził ze świecą do sanktuarium, aby oświetlić pomieszczenie. Otwierał on naos i adorował wizerunek boga, recytując hymny na jego cześć. Następnie wyjmował posąg z kapliczki, w której go przechowywano, aby ubrać go (zastępując szaty z poprzedniego dnia nowymi) i namaścić olejem oraz farbą. W pewnym momencie podawał też bogu posiłek składający się z rozmaitych mięs, owoców, warzyw i chleba.
Ponieważ wierzono, że bóg spożywa wyłącznie duchową esencję tego posiłku, wykorzystywana podczas obrzędów żywność nie ulegała zużyciu i można było użyć jej ponownie do innych rytuałów, a po ich zakończeniu rozdzielić pomiędzy członków personelu świątynnego, co nazywano „odwróceniem ofiary”. Ilość ofiarowanego codziennie jedzenia była tak duża, że tylko niewielką jego część można było umieścić bezpośrednio na stołach ofiarnych głównego boga świątyni, większość od razu kierowano do drugorzędnych zastosowań. Wykorzystywane podczas ofiarowania pożywienie przekazywano w pierwszej kolejności innym posągom w całej świątyni, potem kierowano je do lokalnych kaplic grobowych dla podtrzymania dusz zmarłych, a na końcu do kapłanów, którzy je spożywali.
Umieszczane na ścianach dekoracje często ukazywały faraona wręczającego wizerunek bogini Maat głównemu bogu świątynnemu. Nie ma pewności, czy ten symbolizujący cel sprawowania wszystkich pozostałych ofiar akt sprawowano w rzeczywistości i król przekazywał świątyni prawdziwą figurkę Maat, czy też może reliefy te miały charakter wyłącznie symboliczny.
Inne rytuały ofiarne odbywały się w południe i o zachodzie słońca, lecz sanktuarium pozostawało już zamknięte. Codziennie odprawiano również inne ceremonie niebędące ofiarami, w tym rytuały specyficzne dla konkretnego boga. Na przykład w kulcie boga słońca Ra w ciągu dnia i nocą śpiewano hymny o każdej godzinie jego wędrówki po niebie. Wiele ceremonii stanowiło element rytualnej walki z siłami chaosu. Mogły one na przykład obejmować niszczenie wizerunków wrogo nastawionych do świata bogów, takich jak Apophis czy Set, co opierało się na fundamentalnej zasadzie ḥkꜣ (heka), czyli egipskiej magii, zakładającej, że wykonywanie tego typu symbolicznych czynności posiada rzeczywistą moc sprawczą.
Egipcjanie wierzyli, że wszystkie rytuały spełniały swoją rolę właśnie dzięki ḥkꜣ, fundamentalnej sile, którą można było manipulować poprzez odprawianie rytuałów. Za pomocą magii ludzi przedmioty oraz czynności utożsamiano z ich odpowiednikami w sferze nadprzyrodzonej, co miało wywierać wpływ na wydarzenia rozgrywające się wśród bogów. Przykładowo podczas codziennej ofiary wizerunek kultowy utożsamiano z bogiem zmarłych, Ozyrysem, niezależnie od tego, którego boga w rzeczywistości przedstawiał, a kapłana odprawiającego rytuał z Horusem, żyjącym synem Ozyrysa, który w mitologii za pomocą ofiar podtrzymywał duszę ojca po śmierci. Jak wierzono, kapłan mógł wchodzić w interakcję z bóstwem świątynnym poprzez magiczne utożsamianie się z nim w micie.

### Święta
W dni o szczególnym znaczeniu religijnym codzienne rytuały zastępowano obrzędami świątecznymi. Większość świąt obchodzono raz do roku, a część pozostałych miała swoje inne stałe interwały. Ich harmonogram opierał się na egipskim kalendarzu cywilnym, przez większość czasu dalece odbiegającym od roku astronomicznego. Z tego powodu, choć genezy wielu świąt należy się doszukiwać w cyklu pór roku, z czasem terminy ich celebrowania całkowicie straciły z nim związek. Większość świąt odbywała się w jednej świątyni, istniały jednak również takie obejmujące dwie lub więcej, cały region Egiptu, a kilka obchodzono na poziomie całego kraju. W Nowym Państwie i później kalendarz świąteczny jednej świątyni mógł obejmować dziesiątki różnych tego typu wydarzeń, prawdopodobnie więc w większości z nich uczestniczyli wyłącznie kapłani. W skład obchodów najważniejszych ze świąt wchodziły uroczyste procesje opuszczające teren świątyni, wzbogacano je również recytacjami hymnów i występami muzyków. Pozwalało to miejscowej ludności zbierać się wzdłuż trasy świątecznego pochodu, aby także brać w nim udział.

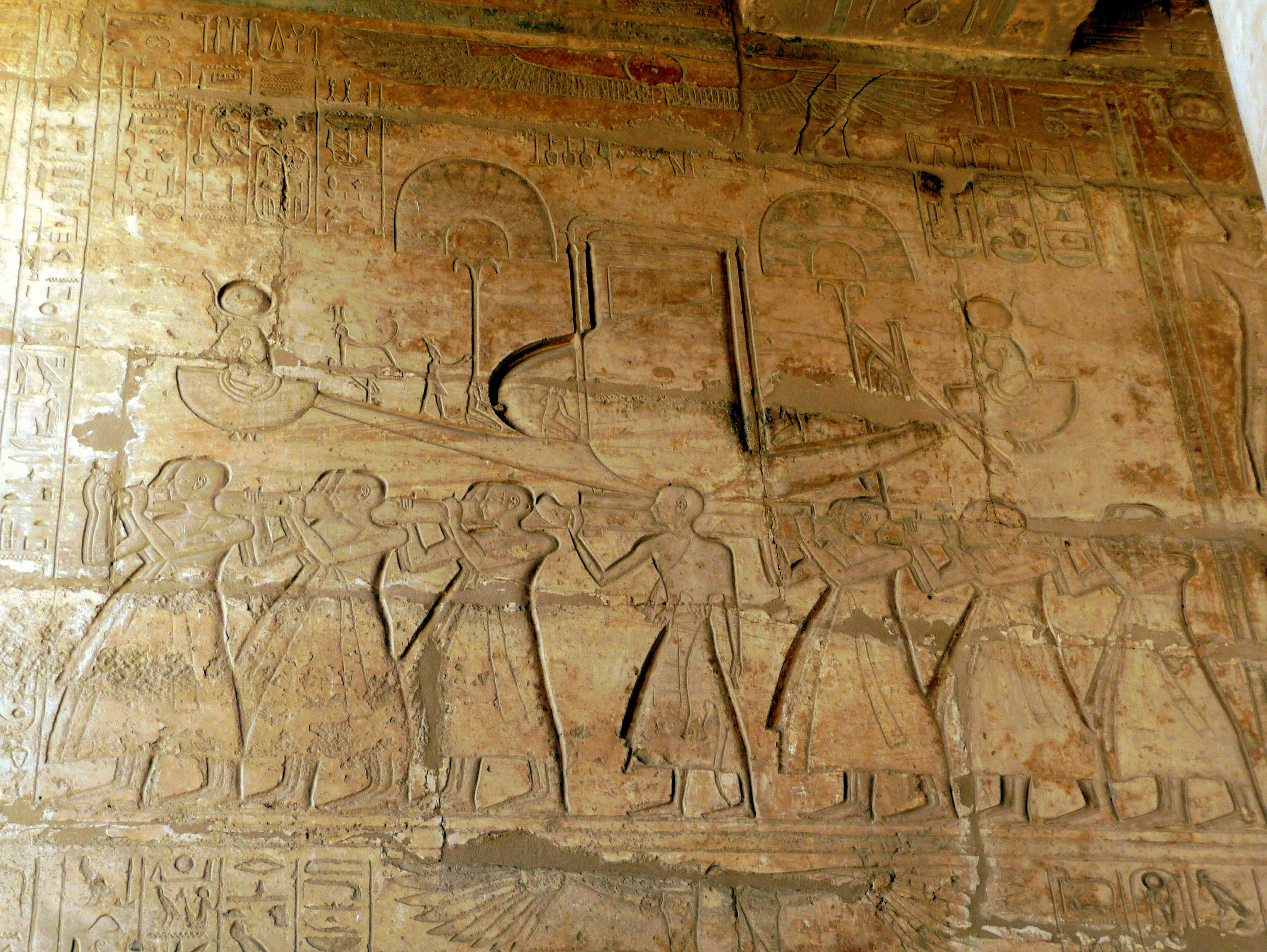
Kapłani niosący świąteczną barkę. Relief w Ramesseum, XIII wiek p.n.e.

W ramach obrzędów świątecznych wykonywano też rozmaite symboliczne czynności powiązane z odtwarzaniem wydarzeń mitologicznych lub charakterystyczne dla konkretnego kultu. Przykładowo podczas dożynek poświęconych Minowi rytualnie ścinano snop pszenicy. Wiele z tych ceremonii, tak jak choćby odprawiany począwszy od okresu późnego obrzęd „zjednoczenia z tarczą słoneczną”, odbywało się w całości w obrębie świątyni. Podczas tej przypadającej na początek Nowego Roku uroczystości posągi kultowe przenoszono na dach budynku, aby ożywiły je promienie słoneczne. W trakcie obchodów świąt obejmujących procesję, wizerunek boga opuszczał na czas uroczystości sanktuarium, aby odwiedzić inne miejsce. Najczęściej podróż tę odbywał w rytualnym modelu barki, który mógł przemieszczać się zarówno wyłącznie drogą lądową, jak i po rzece, załadowany na pokład prawdziwej łodzi.
Wizerunki bogów przemieszczano w różnych celach. Niektóre z ich podróży wiązały się z ideą władzy królewskiej. Podczas niezwykle istotnego w okresie Nowego Państwa święta Opet wizerunek Amona z Karnaku odwiedzał posąg Amona czczony w świątyni Luksorskiej, aby wspólnie umocnić pochodzącą od bogów władzę faraona. Inne uroczystości stanowiły element kultu zmarłych. Przykładowo w ramach obchodów Pięknego Święta Doliny, gdy zwykli ludzie odwiedzali kaplice grobowe swoich nieżyjących krewnych, statuetka Amona z Karnaku składała wizytę w świątyniach grobowych Nekropolii Tebańskiej, aby upamiętnić pogrzebanych tam królów. Dowody przytaczane na poparcie tezy, że niektóre z tych podroży mogły obejmować rytualne małżeństwa między bóstwami lub między bóstwami a ich ludzkimi małżonkami, nie są jednoznaczne, nie można tego jednak również wykluczyć. Główny przykład stanowi tu święto, podczas którego corocznie przewożono wizerunek Hathor z kompleksu świątynnego Dendera do świątyni w Edfu, aby mógł on odwiedzić mitologicznego małżonka Hathor, Horusa. Tym różnorodnym ceremoniom przyświecał ogólny cel odnowienia sił życiowych zarówno bogów, jak i w całym kosmosie.
Bogom, których dotyczyły dane obchody, składano również znacznie większe ofiary niż podczas codziennych ceremonii. Jest mało prawdopodobne, aby ogromne ilości żywności wymieniane w spisywanych podczas świąt relacjach dało się rozdzielić wyłącznie między samych kapłanów, jest więc prawdopodobne, że świętujący z ludu również uczestniczyli w odwróceniu tych ofiar.

### Święte zwierzęta

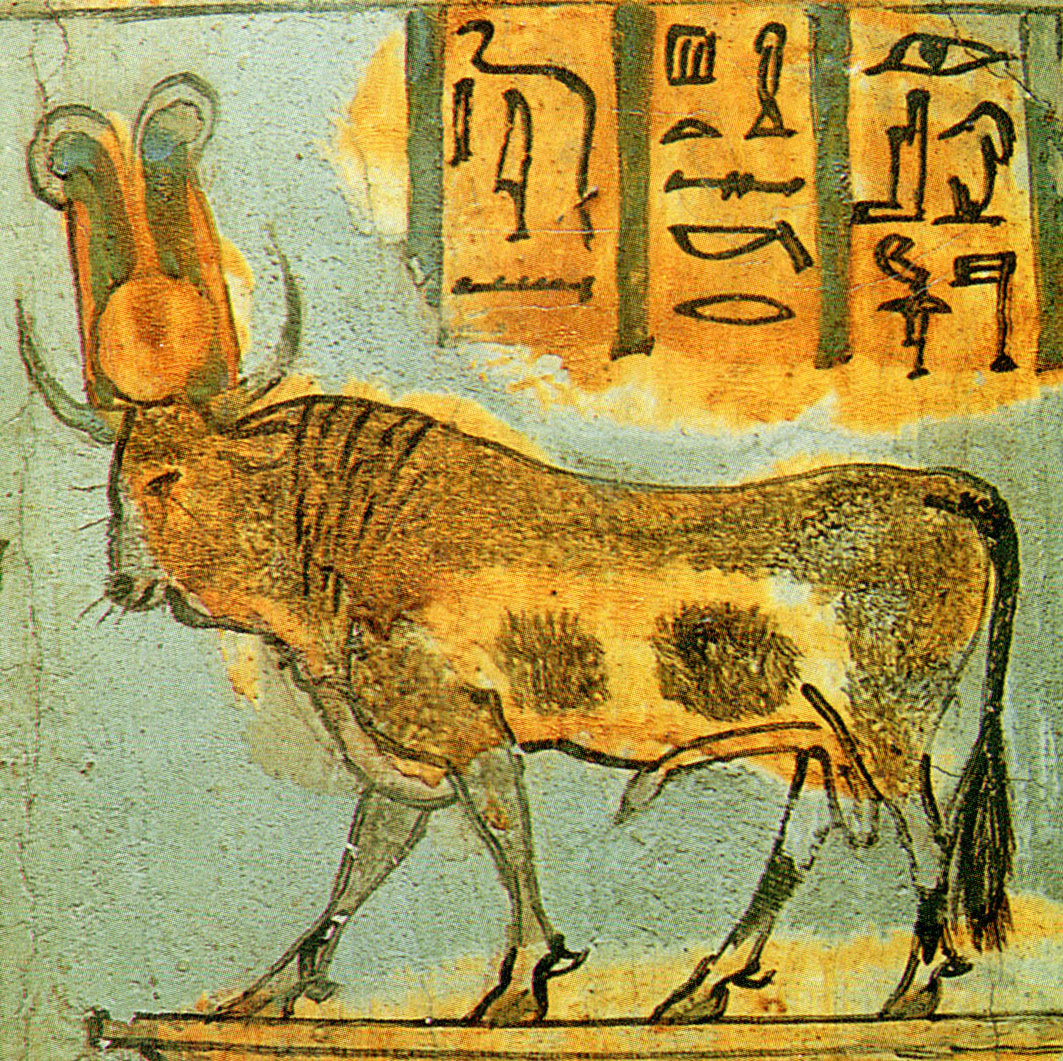
Apis przedstawiony na trumnie. XI do X wieku p.n.e.

W niektórych świątyniach trzymano święte zwierzęta, które uważano, podobnie jak wizerunek kultowy, za przejawy ba boga świątyni. Każde z tych świętych zwierząt czczono przez określony czas, począwszy od roku, aż do momentu śmierci. Pod koniec tego okresu dotychczasowe zwierzę zastępowano nowym przedstawicielem tego samego gatunku, wybranym przez boską wyrocznię lub wyselekcjonowanym na podstawie określonego zestawu znaków szczególnych, które miały świadczyć o jego świętej naturze. Do najbardziej znanych z tych zwierząt zalicza się Apisa, świętego byka czczonego jako manifestacja memfickiego boga Ptaha, oraz sokoła z Edfu, reprezentującego boga Horusa.
W okresie późnym rozwinęła się inna forma kultu zwierząt. W jej ramach świeccy płacili kapłanom za zabicie, zmumifikowanie i pogrzebanie zwierzęcia określonego gatunku jako ofiary dla boga. Zwierzęta te nie były uważane za szczególnie święte, ale jako gatunek kojarzono je z bogiem, ponieważ wyobrażano go pod postacią tego zwierzęcia. Na przykład boga Tota przedstawiano jako ibisa lub pawiana i w związku z tym składano mu w ofierze zarówno ibisy, jak i pawiany. Chociaż zwyczaj ten zachowywał odrębność od kultu pojedynczych świętych zwierząt, w niektórych świątyniach trzymano stada, z których zwierzę mogło być wybrane do któregokolwiek z tych celów. Praktykowanie tych tradycji doprowadziło do powstania olbrzymich cmentarzy zmumifikowanych zwierząt, takich jak katakumby wokół Serapeum w Sakkarze, gdzie pochowano miliony ofiarowanych zwierząt oraz wiele byków będących za życia wcieleniami Apisa.

### Wyrocznie
W początkach Nowego Państwa, a być może wcześniej, procesja świąteczna stała się dla ludzi okazją do szukania wskazówek od bogów. Kwestie, w których zwracali się oni po poradę, obejmowały szerokie spektrum spraw o bardzo zróżnicowanej tematyce, od lokalizacji zgubionego przedmiotu po wybór najlepszego miejsca do załatwienia spraw wagi państwowej. Za odpowiedź uznawano określone ruchy barki niesionej na ramionach tragarzy – wykonywanie prostych ruchów wskazujących na „tak” lub „nie”, odchylenie jej w kierunku tabliczek, na których zapisano możliwe odpowiedzi na zadane pytanie lub skierowanie się jej w stronę konkretnej osoby w tłumie. W okresie grecko-rzymskim, a być może dużo wcześniej, wyrocznie były dostępne także poza okresami świątecznymi, co pozwalało ludziom na częstsze konsultacje z bogami. Kapłani interpretowali ruchy świętych zwierząt lub, gdy zadawano im pytania bezpośrednio, zapisywali lub wypowiadali odpowiedzi, które rzekomo otrzymywali od danego boga. Praktyczny monopol kapłanów na przemawianie w imieniu bogów lub interpretowanie ich przekazów zapewnił im wielkie wpływy polityczne i dał arcykapłanom Amona środki pozwalające objąć władzę w Górnym Egipcie podczas Trzeciego Okresu Przejściowego.

### Rola w społeczeństwie

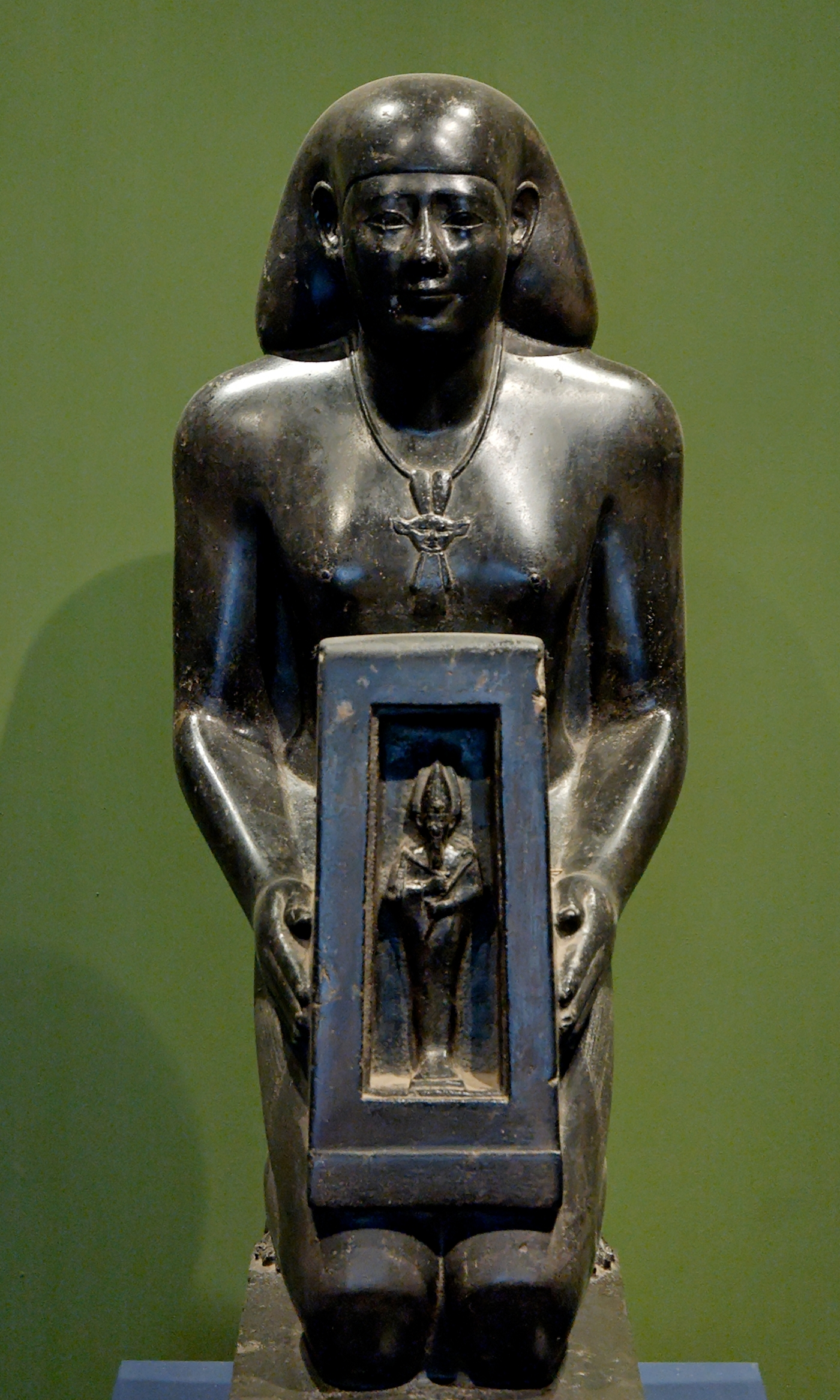
Posąg wotywny mężczyzny ofiarującego sanktuarium z figurą Ozyrysa. XIII do XI wieku p.n.e.

Chociaż świeccy zostali wykluczeni z formalnych rytuałów świątynnych, nadal starali się wchodzić w interakcje z bogami. Nie udało się odnaleźć zbyt wielu świadectw dotyczących indywidualnych praktyk religijnych z wczesnej historii Egiptu, więc rozumienie tego tematu przez egiptologów opiera się głównie na źródłach datowanych na okres Nowego Państwa lub późniejszych. Dowody z tamtych czasów wskazują, że zwykli Egipcjanie co prawda korzystali z wielu różnych miejsc do interakcji z bogami, takich jak domowe ołtarzyki lub kaplice wspólnotowe, jednak to państwowe świątynie oraz skryci w ich wnętrzach bogowie stanowiły główny obiekt czci ze strony społeczeństwa.
Choć świeccy nie mogli bezpośrednio zbliżyć się do wizerunku kultowego, w dalszym ciągu próbowali przekazać mu swoje modlitwy. Niekiedy korzystali do tego z pośrednictwa kapłanów, którym powierzano wiadomość przeznaczoną dla bóstwa świątynnego; innym razem wyrażali swoją pobożność w częściach świątyni, do których mieli wstęp. Na dziedzińcach, w bramach oraz w salach hipostylowych mogły znajdować się przeznaczone dla zwykłych ludzi miejsca na modlitwę. Czasami ludzie kierowali swoje prośby do posągów władców, które uważano za boskich pośredników. Bardziej odosobnione miejsca do kontaktu z bogami znajdowały się przy zewnętrznej ścianie budynku, gdzie duże nisze służyły jako „kaplice ucha słyszącego” dla osób rozmawiających z bogiem.
Egipcjanie kontaktowali się z bóstwami również poprzez osobiste ofiary, począwszy od prostych kawałków biżuterii po duże i misternie rzeźbione posągi i stele. Wśród ich ofiar wyróżniały się służące jako pomniki ofiarodawców posągi ustawiane na dziedzińcach świątynnych. Otrzymywały one po ich śmierci część ofiar świątynnych, co miało podtrzymać dusze ich ofiarodawców w zaświatach. Inne posągi służyły jako dary dla boga świątynnego, a wyryte stele przekazywały zamieszkującemu świątynię bóstwu modlitwy darczyńców oraz podziękowania za wysłuchane modlitwy. Przez stulecia w świątyni gromadziło się tak wiele tych posągów, że kapłani czasami usuwali je z drogi, zakopując w skrytkach pod podłogą. Przedstawiciele niższych warstw społecznych jako wotum ofiarowali proste drewniane lub gliniane figurki. Formy przez nie przybierane mogą wskazywać na intencję złożenia konkretnej ofiary. Figurki kobiet należą do najczęstszych rodzajów figur wotywnych, a niektóre z nich są opatrzone modlitwą o urodzenie przez nią dziecka.
Najlepszą okazją dla świeckich, by zbliżyć się do kultowego wizerunku boga, a być może nawet zobaczyć go i otrzymać porcję boskiego pożywienia, były procesje świąteczne, podczas których posąg boga podróżował na zewnątrz świątyni w kultowej barce. Ponieważ jednak kluczowe rytuały wszystkich świąt nadal odprawiano w świątyni, poza zasięgiem wzroku świeckich, egiptolog Anthony Spalinger wyraził wątpliwości, czy procesje świąteczne inspirowały prawdziwe „uczucia religijne”, czy też były postrzegane jako okazja do hulanek. Niezależnie od przyjętej interpretacji wydarzenia związane ze świętami dawały ludziom możliwość otrzymania odpowiedzi w postaci wyroczni od zwykle odizolowanych od świata zewnętrznego bóstw, podobnie jak inne odmiany wyroczni, które rozwinęły się w późnej historii Egiptu. Świątynie stały się również z czasem miejscem jeszcze innego rodzaju kontaktu z bogami: poprzez sny. Egipcjanie postrzegali sny jako sposób na połączenie się z królestwem bogów, i do czasów ptolemejskich wiele świątyń zapewniło specjalne budynki do rytualnej inkubacji. Ludzie spali w tych budynkach w nadziei na kontakt z bogiem świątynnym. Praktykujący tę formę kontaktu z bogami często poszukiwali magicznego rozwiązania swoich problemów ze zdrowiem lub niepłodnością, stanowiło to także alternatywną formę poszukiwania odpowiedzi na pytania, w której odpowiedź była udzielana przez sen, a nie wyrocznię.

## Po upadku religii starożytnego Egiptu
Wraz z upadkiem religii starożytnego Egiptu rozpoczął się proces powolnego niszczenia świątyń. Wiele z nich zdewastowali chrześcijanie próbujący wymazać pozostałości starożytnej religii egipskiej. Niektóre budynki świątynne, takie jak mammisi w Denderze lub salę hipostylową świątyni na File, zaadaptowano na kościoły lub do innych celów. Najczęściej miejsca te pozostały nieużywane, a miejscowi stopniowo rozbierali je, czerpiąc z nich materiał na nowe budynki. Taki los spotkał na przykład świątynię Chnuma na Elefantynie. Rozbiórka świątyń na kamień trwała praktycznie do czasów współczesnych. Z uwagi na szczególną przydatność wapienia w procesie produkcji wapna wszystkie świątynie zbudowane z wapienia praktycznie w całości rozebrano. Przeważające w Górnym Egipcie świątynie z piaskowca przetrwały w dużo lepszym stanie. To, co ludzie pozostawili nienaruszone, nadal ulegało jednak wpływowi czynników pogodowych. Świątynie na terenach pustynnych mogły ulec częściowemu przykryciu piaskiem, podczas gdy świątynie ulokowane w pobliżu Nilu, szczególnie w Dolnym Egipcie, często pokryły warstwy nanoszonego przez rzekę mułu. W ten sposób z biegiem lat niektóre znaczące świątynie, takie jak w Memfis, zostały obrócone w ruinę, a wiele obiektów oddalonych od Nilu i skupisk ludności pozostało w dużej mierze nietkniętych. Wraz z utratą zdolności odczytywania pisma hieroglificznego informacje o kulturze egipskiej zachowane w ocalałych świątyniach stały się niezrozumiałe i tym samym niedostępne dla świata.
Sytuacja zmieniła się diametralnie wraz z kampanią francuską w Egipcie i Syrii w 1798, w skład której wszedł korpus uczonych badających ocalałe starożytne zabytki. Wyniki ich badań zainspirowały w całej Europie fascynację starożytnym Egiptem. Na początku XIX wieku coraz więcej Europejczyków podróżowało do Egiptu, zarówno w celu obejrzenia starożytnych zabytków, jak i kolekcjonowania egipskich antyków. Wiele zabytków świątynnych, od małych przedmiotów aż do ogromnych obelisków, wywieziono z kraju z inicjatywy innych państw lub prywatnych kolekcjonerów. Ta fala Egiptomanii spowodowała ponowne odkrycie miejsc kultu świątynnego takich jak Abu Simbel, ale zabytki, a nawet całe świątynie, często eksplorowano bez zachowania podstawowych zasad ostrożności. Odkrycia dokonane w tym okresie umożliwiły rozszyfrowanie egipskich hieroglifów i dały początek egiptologii jako dyscyplinie naukowej.

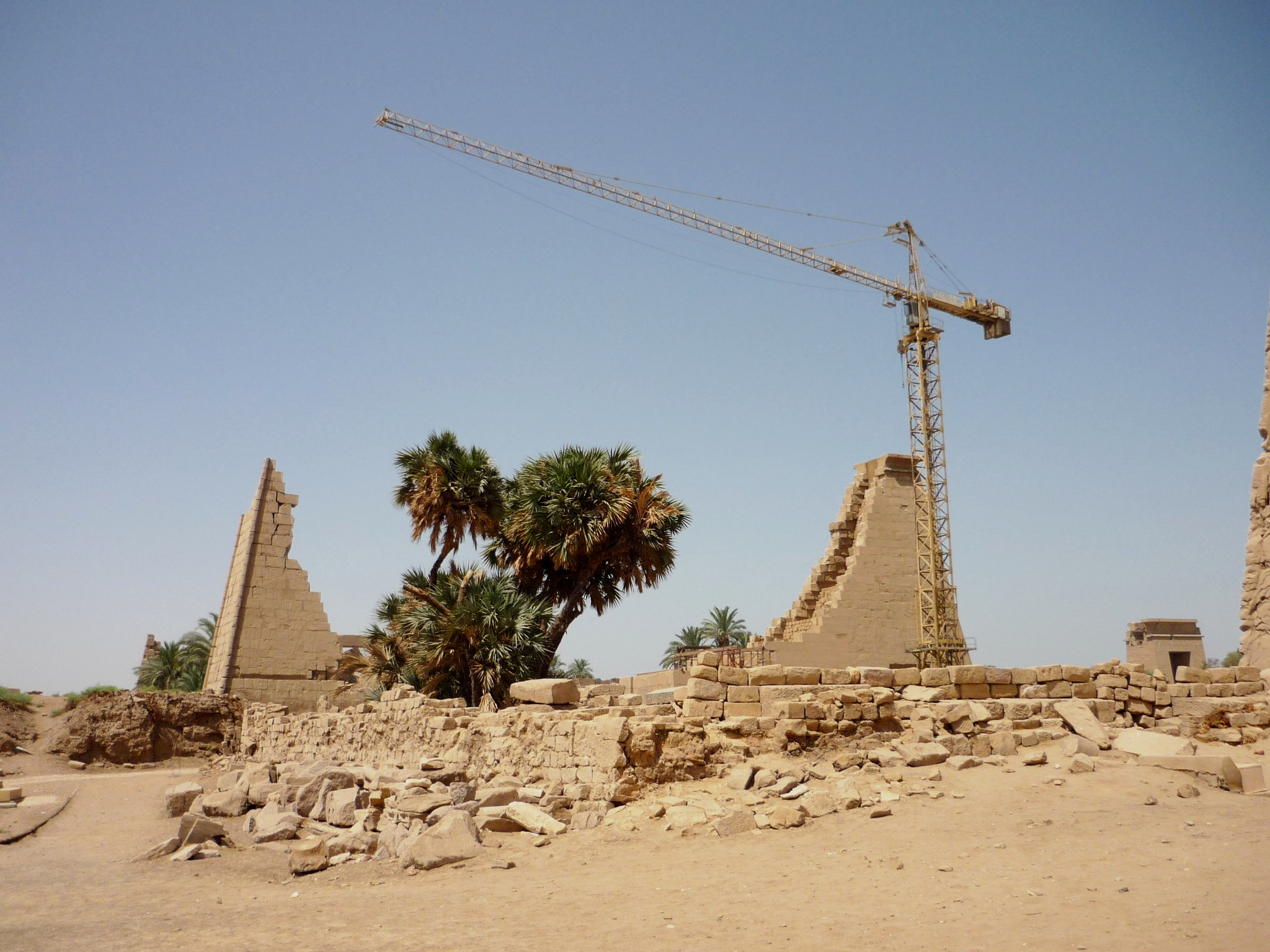
Prace rekonstrukcyjne nad IX pylonem w Karnaku (XIV w p.n.e.), z którego wnętrza wydobyto bloki talatat pochodzące z okresu amarneńskiego.

Dziewiętnastowieczni egiptolodzy intensywnie badali świątynie, ale ich działania skupiały się na gromadzeniu przedmiotów w celu wysłania ich do własnych krajów, a ich niechlujne metody wykopaliskowe często wyrządzały dalsze szkody i pogarszały stan zachowania zabytków. Powoli jednak ta nastawiona na zagarnianie zabytków postawa ustąpiła miejsca starannym badaniom i wysiłkom konserwatorskim. Rząd Egiptu, gdy wzrosła jego niezależność od obcych mocarstw, zaprowadził również większą kontrolę nad działalnością archeologiczną.
Mimo tego starożytne zabytki stanęły w obliczu zagrożenia nawet w XX wieku. Najpoważniejszym z nich była budowa Wysokiej Tamy Asuańskiej w latach 60. XX wieku, która zagroziła zatopieniem świątyń na terenie Dolnej Nubii pod powierzchnią nowo powstałego jeziora Nassera. Niektóre zagrożone obiekty udało się, przy znacznym wsparciu ONZ, ochronić przed zalaniem, gdyż rozebrano je i wzniesiono na nowo na wyżej położonym terenie. Rząd egipski przekazał też kilka innych zabytków, Świątynię w Dendur, Świątynię w Taffeh i Świątynię w Debod, jako dary dla narodów, które przyczyniły się do wysiłków konserwatorskich, niemniej jednak kilka innych świątyń zniknęło pod powierzchnią wód jeziora.
Obecnie istnieją dziesiątki miejsc ze znacznymi pozostałościami świątyń, chociaż kiedyś istniało ich znacznie więcej, a żadna z głównych świątyń w Dolnym lub Środkowym Egipcie nie zachowała się w dobrym stanie. Najlepiej zachowane obiekty, takie jak Karnak, Luksor i Abu Simbel, przyciągają turystów z całego świata i stanowią kluczowe dla egipskiego przemysłu turystycznego atrakcje, który jest głównym sektorem egipskiej gospodarki . Trzy miejsca świątynne – starożytne Teby z ich nekropolią, Memfis i jego nekropolia oraz nubijskie zabytki od Abu Simbel do File – umieszczono na liście światowego dziedzictwa UNESCO. Rząd egipski pracuje nad zrównoważeniem potrzeb turystyki z wymaganiami ochrony starożytnych zabytków przed szkodliwymi skutkami działalności turystycznej. Trwają również dalsze prace archeologiczne, ponieważ wiele szczątków świątyń wciąż czeka na odkopanie, a szeregu zachowanych nie udało się jeszcze w pełni zbadać. Niektóre uszkodzone lub zniszczone budowle, takie jak świątynie Echnatona, są nawet rekonstruowane. Wysiłki te poprawiają współczesne rozumienie świątyń egipskich, co z kolei pozwala na lepsze zrozumienie starożytnego społeczeństwa egipskiego jako całości.

## Zalecana literatura
- Dieter Arnold, Die Tempel Ägyptens: Götterwohnungen, Kültstatten, Baudenkmäler, Bechtermünz Vlg, 1992, ISBN 3-86047-215-1. Brak numerów stron w książce
- Lorna Oakes, Temples and Sacred Centres of Ancient Egypt: A Comprehensive Guide to the Religious Sites of a Fascinating Civilisation, Southwater, 2003, ISBN 1-84215-757-4. Brak numerów stron w książce
- Győző Vörös, Egyptian Temple Architecture: 100 Years of Hungarian Excavations in Egypt, 1907–2007, The American University in Cairo Press, 2007, ISBN 978-963-662-084-4. Brak numerów stron w książce